# Памятник сердцу Рене де Шалона
Па́мятник се́рдцу Рене́ де Шало́на (фр. Le Monument du cœur de René de Chalon) — надгробный памятник эпохи Возрождения в виде транзи. Представляет собой скульптуру, которая изображает Рене де Шалона, князя Оранжского, в виде сгнившего трупа, вытягивающего вверх левую руку с камнем в форме сердца. Памятник был заказан герцогами Лотарингии для Рене де Шалона, который погиб в возрасте 25 лет при осаде города Сен-Дизье в 1544 году. Скульптура уникальна тем, что другие надгробия в жанре транзи того же периода изображались лежащими. Это самая известная работа, приписываемая французскому скульптору Лижье Ришье. Памятник расположен в церкви св. Стефана в городе Бар-ле-Дюке на северо-востоке Франции.
Изначально левая рука статуи вместо гипсового камня держала изделие в форме сердца из золота или позолоченного серебра (вермеля), в котором могло храниться забальзамированное сердце князя Рене де Шалона. Это произведение искусства породило массу исторических и археологических гипотез, большинство из которых возникло, потому что сердце из вермеля или золота, помещённое скульптором в левую руку статуи, исчезло во время революционных беспорядков.
Исследователи выдвигают ряд теорий о том, что символизирует памятник и, прежде всего, его поза. Среди различных версий многими экспертами было высказано предположение, что это отсылка к библейской цитате Иов. 19:25, 26 и трём христианским добродетелям: глазницы, обращённые «к небу», означают «я верю»; правая рука на груди — «у меня есть надежда»; а сердце, вознесённое к Богу — «я люблю».
Статуя была признана историческим памятником Франции 18 июня 1898 года. Наиболее известные её копии находятся в музее Барруа в Бар-ле-Дюке, на могиле поэта Анри Батайля в коммуне Му и в Музее французских памятников во Дворце Шайо. Алтарный образ и оссуарий из чёрного мрамора дополняют статую с XVIII века — они все были отреставрированы в 2003 году.

## Исторический контекст
К началу позднего Средневековья в Европе среди высокопоставленных лиц наметилась тенденция увековечивать себя в скульптурах на собственных надгробиях. Такой тип памятников известен как эффигия или жизан (фр. gisant). Эта европейская художественная традиция отличалась идеализацией изображений и стремилась подчеркнуть религиозность умерших, представляя их с нарочито спокойным, безмятежным видом. В XIII—XIV веках мёртвых часто изображали на надгробиях мирно спящими, словно ожидающими пробуждения во время воскресения, выражая надежду людей на спасение и их веру в вечную жизнь.
Начиная с XIV века, эпидемии, войны и религиозные конфликты унесли значительную часть европейского населения и повлекли за собой перелом в искусстве погребальной скульптуры. В связи с тем, что в обществе обозначилась сильная тревога перед лицом смерти, которая может наступить внезапно, возникло течение реалистичного изображения смерти, выразившееся в мрачной направленности надгробных памятников. В эффигиях начали показываться индивидуальные черты усопших, в целом стала преобладать идея о необходимости изображать в могильных скульптурах тех, кто под ними захоронен. Когда эффигия точно соответствовала внешности похороненного под ней, то это сходство побуждало людей к поминальным молитвам об умершем, обеспечивавшим, как тогда считалось, более быстрое искупление его души от мук чистилища. В европейских странах среди знати стал распространяться обычай возводить несколько погребальных монументов, когда отдельно от тела могли быть похоронены сердце, внутренности и иногда кости. Подобным могилам предстояло служить не только местами упокоения человеческих останков, но и центрами литургического поминовения усопших.
В период раннего Нового времени надгробные памятники претерпели радикальные изменения формы и стиля, а также стали характеризоваться ещё бо́льшим реализмом. В могильных скульптурах появилась новая художественная традиция, когда вместо умиротворённых лежащих фигур в торжественных одеяниях стали изображаться обнажённые человеческие тела в процессе тления, иногда стремясь привнести динамику и жестокость, например, в виде распухшего трупа, пожираемого червями, насекомыми, лягушками и пресмыкающимися. Подобные надгробные памятники особенно распространились в Англии, Нидерландах, немецкоязычных землях и во Франции, где они стали известны как транзи (фр. transi). Такие скульптуры служили для живых напоминанием о бренности всего сущего, о необходимости смирения и покаяния. Философ Йохан Хёйзинга связывает появление транзи с моральным кризисом позднесредневековой Европы. Историк Альберто Тененти видит в этом ужасе перед лицом смерти признак любви к жизни («полная жизнь», фр. la vie pleine) и ниспровержение христианского образа жизни. Историк Филипп Арьес занимает сторону Тененти и на основе стихов «Бдения смерти» средневекового французского поэта Пьера де Нессона предполагает, что страх смерти не ограничивался только страхом посмертного разложения, это был и преследовавший людей на протяжении жизни страх болезней и старости.
Как и в случае с памятниками более раннего периода, практическая цель транзи, по крайней мере частично, состояла в том, чтобы обеспечить искупление мёртвых с помощью молитвы. Образ умершего, проходящий естественный процесс разложения, внушал зрителю, что его душа претерпевает муки чистилища, и, следовательно, ей требуются молитвы, чтобы ускорить этот процесс. Однако, в отличие от типичных памятников прошлого, транзи подчёркивали смирение умерших, без стремления превращать их в образцы для подражания. К примеру, транзи Гийома де Арсиньи (ок. 1394) не благоговейно складывает руки, а костлявыми пальцами прикрывает пах, а на надгробии кардинала Легранжа (1403) высечена надпись: «Скоро ты будешь, как я, — безобразный труп, изъеденный червями».
В XV и начале XVI века Пляска смерти главенствовала над всеми погребальными образами. Живопись, гравюра, скульптура соревновались в пропаганде страха смерти, человеческого небытия. Транзи этого периода становились всё более мрачными, возможно, как отражение глубоких социальных преобразований, вызванных эпохой Возрождения. Специализированная литература склонна противопоставлять её средневековому периоду: это «трансформация от символической антифигуры к воплощённому портрету трупа, от отрицательного memento mori к положительному обещанию воскресения, от средневекового самоотречения к прославлению личности».
С XVI века в памятниках транзи стала возвращаться положительная символика, присущая надгробным скульптурам XIII и XIV веков, хотя и с изменениями. Если в более ранних изваяниях покойник изображался, словно игнорирующим факт бренности тела, то в произведениях XVI века на этом наоборот делался акцент. Изображение трупа, как пессимистичное напоминание о быстротечности человеческого бытия, в памятниках XVI века начало постепенно меняться на положительное постулирование «вечной жизни». По мнению профессора истории искусства Кэтлин Коэн, ярчайшей демонстрацией подобной трансформации является «живой труп» Рене де Шалона, который изображён не пассивной пищей для червей — статуя «предлагает Богу» в жесте преданности собственное сердце. Таким образом, символ бренности трансформировался, став утверждением веры в воскресение. Советские искусствоведы Кузьмина и Венедиктов утверждают, что в надгробии Рене де Шалона возродился тип средневекового надгробия с изображением гниющего трупа, но в старые формы было вложено новое содержание, заключающееся в том, что скульптор стремился выразить неистовую волю человека, готового противостоять самой смерти.

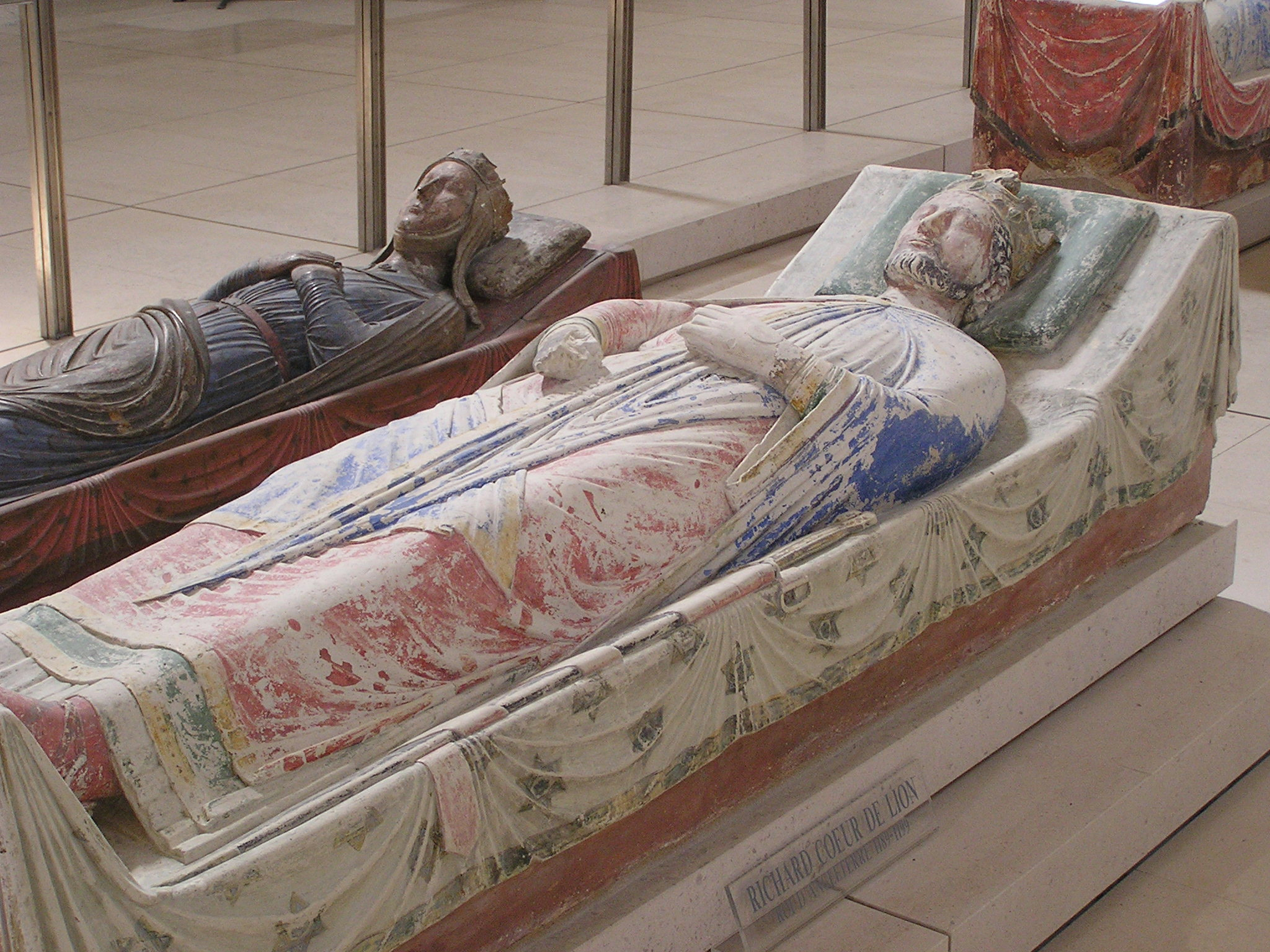
Эффигия Ричарда I (ок. 1200) В скульптурах XIII—XIV веков мёртвых часто изображали как мирно спящих живых
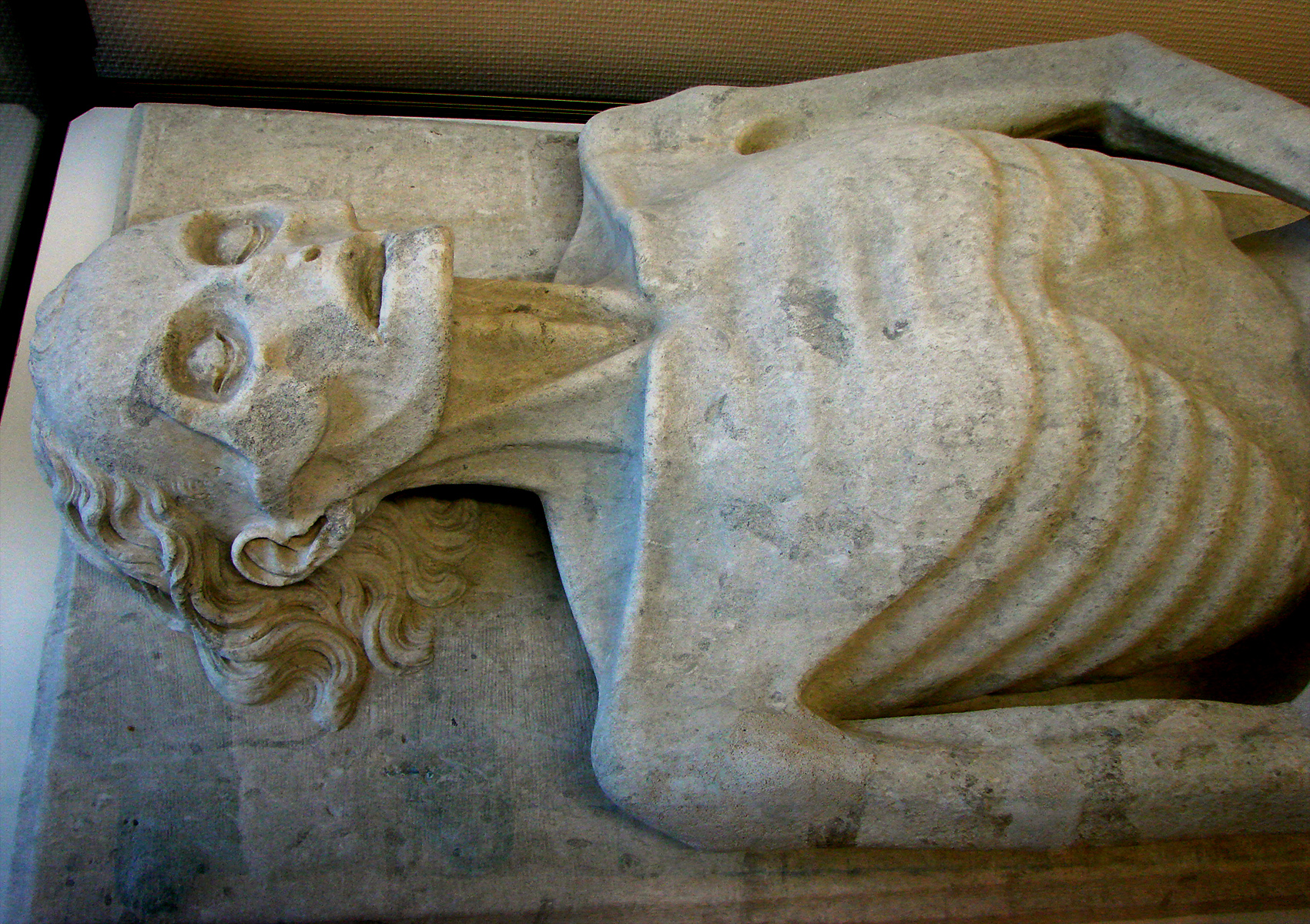
Транзи Гийома де Арсиньи (ок. 1394) Скульптура представляет умершего не в расцвете сил, а в виде обнажённого трупа с отметинами тления
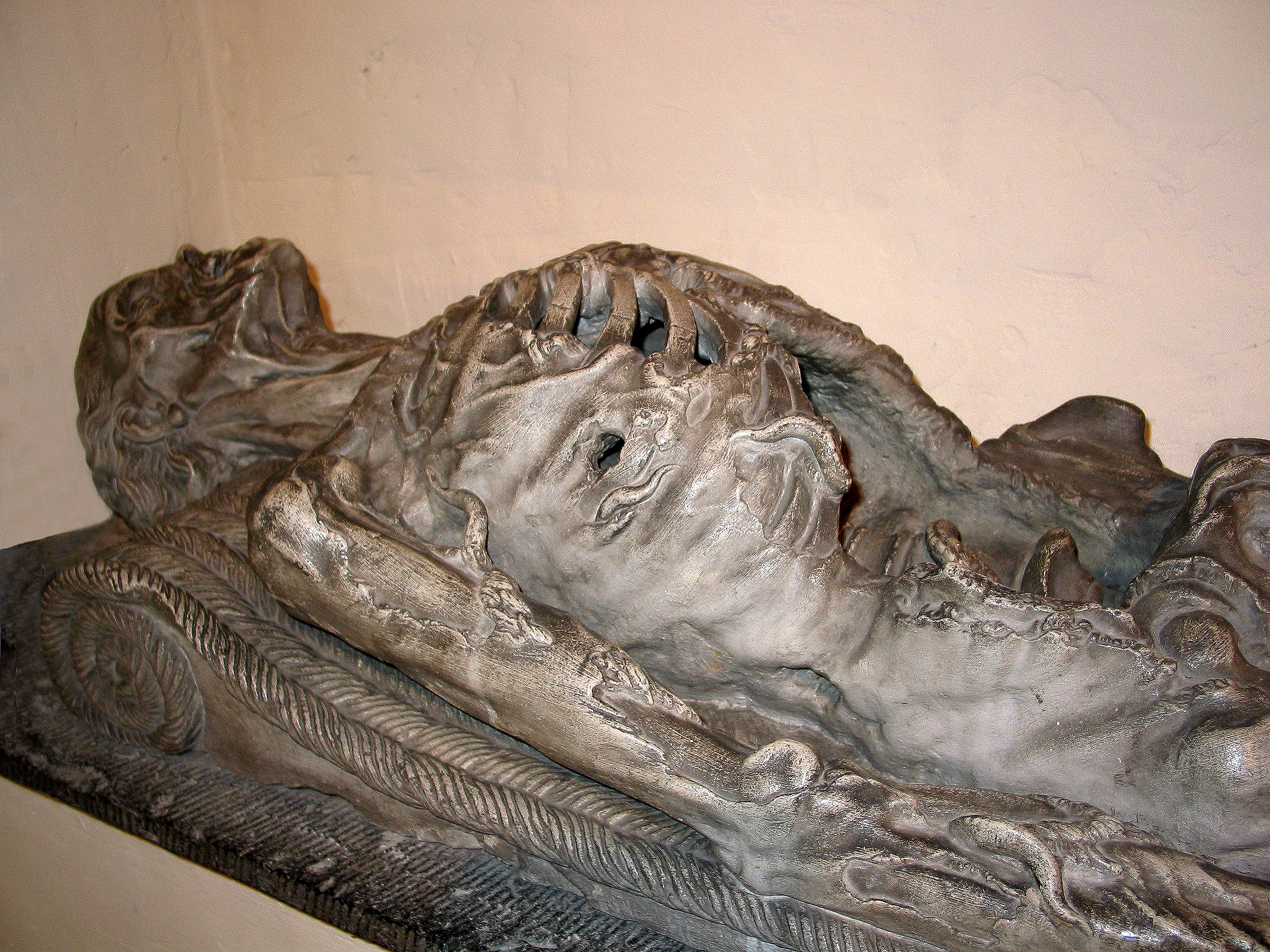
Труп, пожираемый червями (XVI век) Типичная тема поздних транзи

## Смерть Рене де Шалона

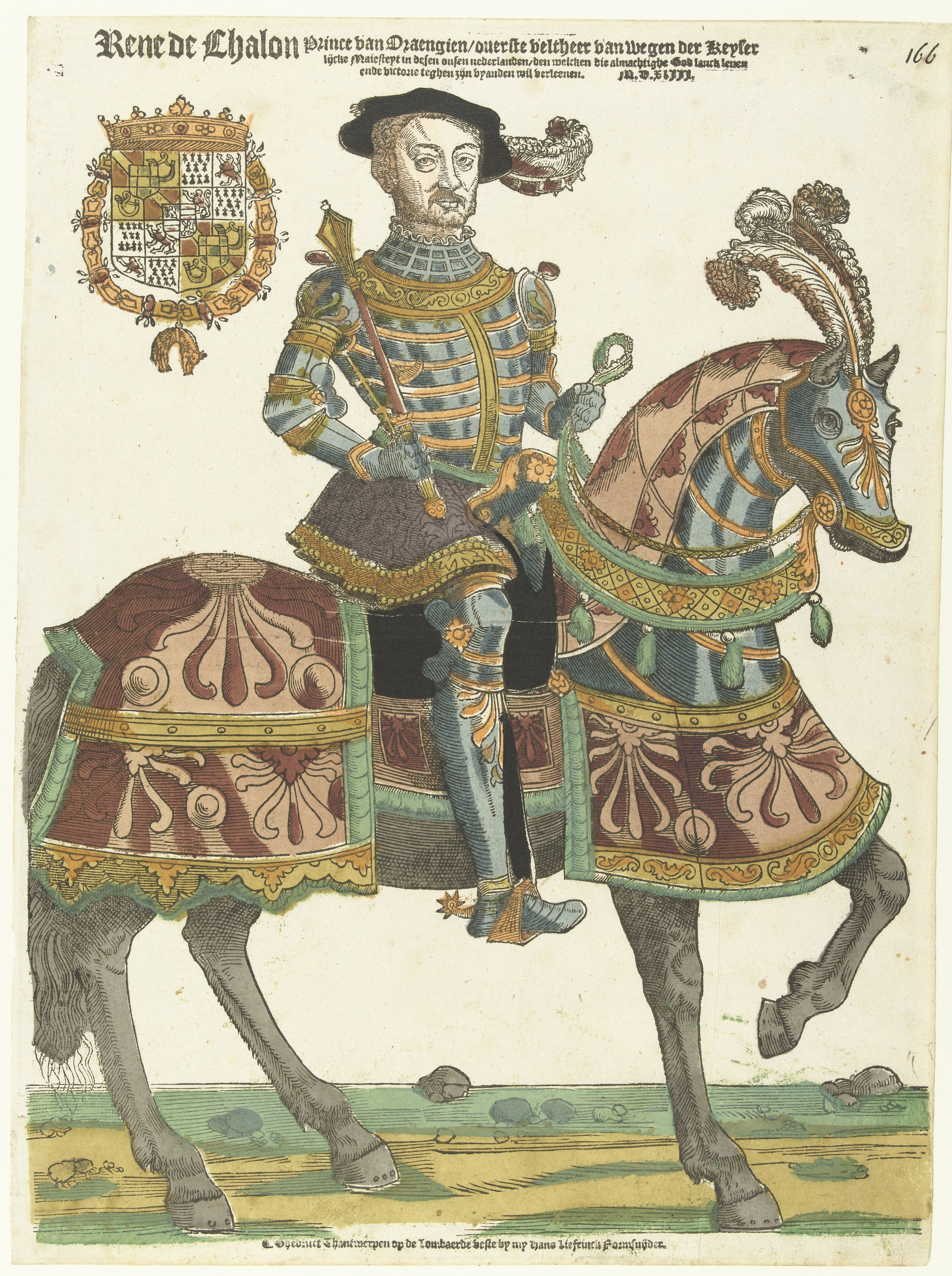
Рене де Шалон на коне (1543)

### Осада Сен-Дизье
Рене де Шалон (фр. René de Chalon, нидерл. Reijnier van Chalons, лат. Renatus de Chalon; родился 5 февраля 1519 года), князь Оранжский, граф Нассау, штатгальтер Голландии, Зеландии, Утрехта, Гелдерна и Зютфена, кавалер Ордена Золотого руна, фаворит императора Священной Римской империи Карла V. Рене был первым, кто объединил суверенитет крошечного княжества Оранж, анклава на юге Франции, с огромным богатством и ведущей военно-политической силой графов Нассау в Нижних землях. В июле 1544 года, в ходе Итальянской войны (1542—1546), князь Оранжский участвовал в осаде города Сен-Дизье, сражаясь на стороне императора Карла V. Рене де Шалон и его войска расположились лагерем на левом крыле армии, ближе к северу. Батарея из двадцати артиллерийских орудий находилась на обширном плато, слева от его войск. 14 июля, около двух часов дня, князь Оранжский спустился в траншею, для наблюдения за стрельбой батареи. Там же присутствовал командующий войсками Ферранте I Гонзага, который сидел в тот момент на стуле. При виде Рене дон Ферранте уступил место молодому князю, и в то же время священник из Сен-Дизье по имени Иоахим выстрелил из кулеврины (или полукулеврины) с вершины местной церкви Нотр-Дам. Снаряд пересёк траншею, затем из-за его удара от вздыбленной земли отлетели два небольших куска камня и попали в правое плечо Рене, сломав ему три кости. Князь Оранжский упал и окружающие люди сперва подумали, что он мёртв, но тот был тяжело ранен. Рене де Шалон испытывал сильную боль, хотя травма поначалу не казалась смертельной. Его немедленно доставили в ставку императора Карла V для хирургической операции.

### Гибель
Состояние Рене ухудшилось, у него поднялась температура и появилась скованность. Медики, среди которых был знаменитый анатом Андреас Везалий, пытались спасти князя, но вскоре врач Джамбаттиста Канани заявил, что шансов на смерть больше, чем на жизнь. Один из биографов Рене принял Канани за «итальянского некроманта», потому что, по его словам, тот предложил мучающемуся от боли вельможе исцелиться с помощью силы своего искусства, на что получил решительный отказ князя, который «предпочёл человеческую смерть, одобренную Небесами, вместо проклятой Богом жизни, поддерживаемой магическими и дьявольскими искусствами, и быть ненавидимым людьми». Рене де Шалон скончался вечером 15 июля, в возрасте 25 лет, в присутствии императора Карла, который всё время находился рядом с ним. Рассказывают, что император на прощание поцеловал Рене в щеку и ушёл со слезами на глазах. В тот же день Карл отправил новоиспечённой вдове Анне известие о гибели её супруга, в котором сообщил, что тот жил как добрый христианин и умер как князь чести. Рене де Шалон не оставил законных наследников, так как его сын Паламед был внебрачным, а его законнорожденная дочь Мари умерла весной 1544 года в возрасте трёх недель.

### Похороны
Труп князя был запечатан в свинцовый гроб, доставлен из Сен-Дизье в Бар-ле-Дюк и выпотрошен 16 июля 1544 года. Препарированием и подготовкой тела князя Оранжского к бальзамированию занимался врач Андреас Везалий. В церкви св. Максима была проведена служба, затем катафалк отвезли к воротам замка, там его ждала многочисленная военная похоронная процессия примерно из 3000 вооружённых всадников. Внутренние органы и тело Рене были похоронены в разных местах в соответствии с традициями того времени. Сердце и внутренности погребены в Бар-ле-Дюке, в церкви св. Максима. Тело было увезено в церковь Гроте-Керк в городе Бреда, где 30 августа 1544 года оно было захоронено в потайной усыпальнице под надгробным памятником графа Энгельбрехта II, рядом с останками отца князя, Генриха III (графа Нассау-Бреды), согласно завещанию Рене:

… Во-первых, мы вверяем нашу душу в руки Бога, нашего Творца, сейчас и до того времени, когда душа должна будет покинуть наше тело по приказу Его Божественного Величества, умоляя Его принять её по Своей милости, через заступничество пречистой крови нашего Искупителя и Спасителя Иисуса Христа, Сына Его, которого Он поставил во искупление и примирение для всех верующих в Него; в этой вере и уповании мы желаем и хотим жить и умереть, в какое бы состояние и расположение мы ни впали. Что же касается погребения нашего тела, то мы избрали таковое в коллегиальной церкви Богоматери в Бреде, в часовне, где похоронен мой покойный господин и отец, или в Нозерой. В одном из двух, в каком будет удобнее, в зависимости от близости места, где мы закончим…Оригинальный текст (нид.)… Eerstelijk soo bevelen wy in de handen van God onsen Schepper onse ziele nu voor alsdan, wanneer de selve op bevel van syne Goddelijke Majesteyt uyt ons ligchaam sal hebben te verhuysen, hem smeekende de selve in syne barmhertigheyt aan te nemen, door de intercessie van het alderdierbaarste bloed van onsen Verlosser en Saligmaker Jesus-Christus synen Soone, die hy tot een Soenoffer en reconciliatie heeft gestelt voor alle die in hem geloven; in dat gelove en vertrouwen willen en begeren wyte leven en te sterven, in wat staat en dispositie wy mochten komen te vervallen, en wat de begravinge van ons ligchaam aanbelangt, de selve hebben wy verkoren in de Collegiale Kerke van onse Lieve Vrouwe van Breda, in de Capelle alwaar mijn overleden Heere en Vader begraven is, of in die van Noseroy, in eene van die twee in welke het bequaamst sal konnen geschieden, na de nabyheyt van de plaatse daar ons eyndperk sal wesen…
— Фрагмент завещания Рене де Шалона. Testamenten van René Prince van Orangen 20 июня 1544 года

### Автор проекта
Легенда гласит, что умирающий молодой князь говорил окружившим его людям, чтобы его запечатлели не таким, как он выглядел в тот момент, а каким он станет спустя три года после своей смерти, «ибо великим всегда льстят». Но у этого рассказа не находится свидетельств. Нет подтверждений, что желание о надгробном памятнике принадлежало самому Рене. Об этом нет упоминаний ни в его завещании, написанном 20 июня 1544 года, ни в письмах императора Карла. Учитывая отсутствие подобных записей, некоторые авторы полагают более вероятным, что идея проекта исходила от его жены или семьи.
Памятник Рене де Шалону является наиболее известной работой, приписываемой скульптору Лижье Ришье. Несмотря на то, что ни один исторический архив доподлинно не связывает его с могилой князя, тем не менее с середины XVIII века создание им памятника не оспаривалось, так как Лижье Ришье несколько лет работал в коллегиальной церкви св. Максима, он был официальным скульптором герцогов Лотарингии и единственным художником, способным на такое техническое мастерство.
Принято считать, что Анна в память о смерти своего супруга поручила изваять монумент скульптору Лижье Ришье, который к тому времени уже прославился своим умением, а по прошествии веков он был признан одним из самых выдающихся мастеров той эпохи. Княгиня сделала заказ с целью украсить гробницу, где находилась часть останков её мужа, но при этом точно не известно, какие именно распоряжения она могла отдавать мастеру. Согласно некоторым сведениям, сердце Рене де Шалона было заключено в вермелевый футляр по велению Анны.
Экспертами также выдвигалась версия, что памятник был создан, благодаря желанию вдовы и её брата, герцога Франсуа. Принимая во внимание привязанность герцогов Лотарингии к Рене де Шалону, то неудивительно, что они хотели почтить его необыкновенным памятником. Между тем профессор истории и географии Стефан Зоколан утверждает, что только Франсуа заказал работу скульптору. В дополнение к этому, в справочной брошюре, изданной департаментом Мёз в 2017 году (к 450-летнему юбилею со дня смерти Лижье Ришье), сообщается, что создание статуи было частью заказа, который поступил к Лижье Ришье от Жиля де Трева, каноника-декана коллегиальной церкви св. Максима в Бар-ле-Дюке.
Мавзолей двоюродного деда Рене, Энгельбрехта II († 1504), и могила его дяди Филибера де Шалона († 1530) тоже были выполнены в виде транзи, что демонстрирует особую эстетическую похоронную традицию этой семьи.

### Экспертиза на могиле князя
Действительный член Общества литературы, наук и искусств Бар-ле-Дюка Люсьен Брей сообщал, что в 1937 году, с согласия королевы Нидерландов, была организована медицинская комиссия из восьми человек для изучения останков, захороненных в фамильном склепе Оранских-Нассау в городе Бреда. Брей ссылается на отчёт профессора Утрехтского университета доктора Й. П. ван ден Брука, согласно которому был опознан скелет Рене де Шалона с остатками глины для бальзамирования. По зубам удалось определить его примерный прижизненный возраст — около 25—30 лет. Проведённая экспертиза помогла установить, что Рене умер от кровоизлияния после перелома лопатки. На основании этой находки Люсьен Брей пришёл к выводу, что забальзамированное сердце князя было не больше кулака, и оно могло легко поместиться в ёмкость в форме сердца того же размера.

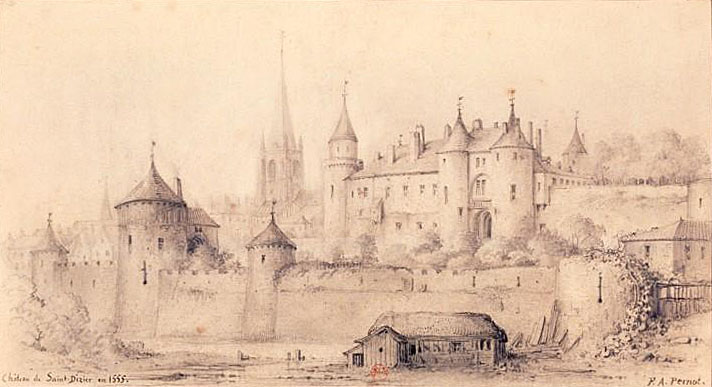
Сен-Дизье в 1555 году
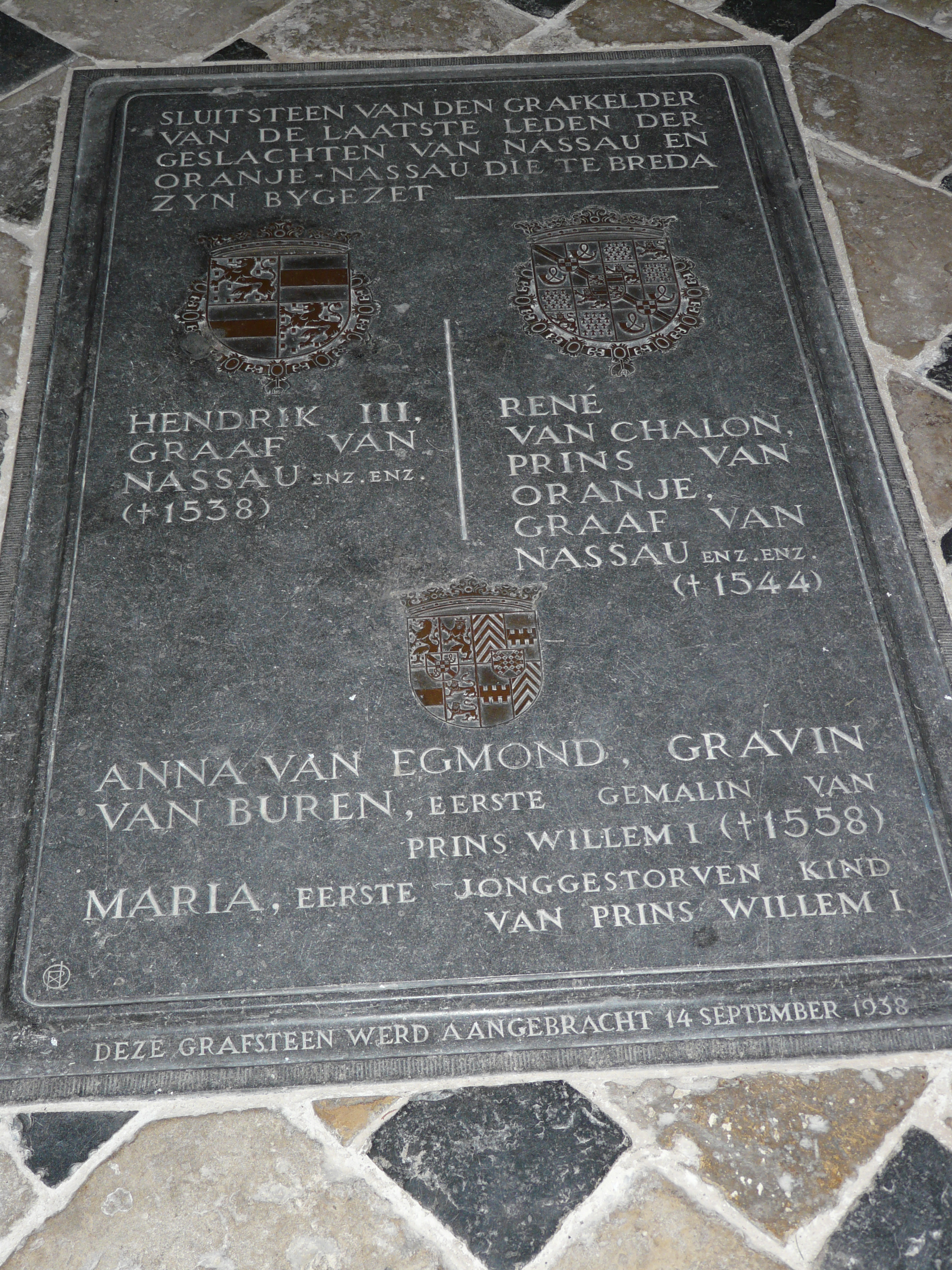
Могила Рене де Шалона в Бреде[q]

## Описание памятника

### Статуя
Надгробный памятник эпохи Возрождения. Монумент изображает труп князя Рене де Шалона в виде транзи. При этом профессор искусствоведения Жорж Фреше отмечает, что изваяние представляет мёртвого не в том смысле, что воспроизводит его, а «заменяет, наподобие египетских статуй». По словам Люсьена Брея, если бы скульптор действительно стремился быть максимально близок к реализму, то он изобразил бы сломанные кости правого плеча — смертельную рану, полученную князем Оранжским. К тому же нидерландские авторы сообщают, что скелет князя Рене де Шалона, похороненный в Бреде, двухметрового роста. Тем не менее, в этой скульптуре прослеживаются индивидуальные черты Рене. Тот же исследователь Люсьен Брей указал, что шлем над скульптурой, сопровождавший её с момента установки, украшен воротником Ордена Золотого Руна, кавалером которого был Рене де Шалон. Положение правой руки изваяния, как и щита, может означать, что покойник «обороняется» с правой стороны, а кожаный лоскут в форме «фи́гового листа» больше подходит для мужской фигуры. Герб на щите отсутствует, вероятно, потому что он был стёрт. Авторы XVIII века: Кальме, Дюриваль, Пиганиоль и де Майе, — связывают статую с именем князя Рене Оранжского и местом захоронения его сердца.
Описание статуи:

… человеческое тело, давно поражённое смертью, на нём разложение оставило ужасные отметины, и оно будто только что раскрыло саван. На черепе, теменные кости которого сохранили остатки кожи, всё ещё держатся пряди волос, слипшиеся от влажности могилы. Гниение уничтожило глаза и черты, кости лица полностью истощены, а в альвеолах челюстей осталось несколько зубов. Мышцы передней области шеи и трахеи, до сих пор снабжённые связками, соединяют голову с туловищем. Почти полностью оголённая грудная клетка демонстрирует рёбра, они покрыты несколькими клочками плоти, пересекающими межрёберные каналы. Частично сгнившая кожа живота, поперечные складки которой расходятся подобно ткани, позволяет увидеть поясничные позвонки с апофизами на дне брюшной полости, свободной от внутренностей. Искусно содранный лоскут кожи скрывает от глаз то, что всё ещё может казаться гениталиями. Руки и ноги, менее пострадавшие от гниения, сохранили высохшие мышцы, которые в отдельных местах покрыты кожей, вздутой в виде больших гнойных волдырей.Оригинальный текст (фр.)… un corps humain frappé depuis longtemps par la mort, sur lequel la décomposition a étendu ses affreux ravages et dont on croirait qu'il vient d' entr' ouvrir le linceul. Sur le crâne, dont les pariétaux ont gardé quelques débris de peau, des mèches de cheveux, agglutinés par l'humidité de la tombe, adhèrent encore. La corruption a rongé les yeux et les traits du visage, les os de la face sont entièrement décharnés et quelques dents restent seules dans les alvéoles des maxillaires. Les muscles de la région antérieure du cou et la trachée, encore munie de ses ligaments d'attache, relient la tête au tronc. Le thorax, presque complètement dépouillé, laisse apparaître le sternum et les côtes, que recouvrent encore quelques lambeaux de chair qui s'étalent sur les interstices intercostaux. La peau du ventre, en partie consumée et dont les plis transversaux s'étendent a la façon d'une draperie, laisse apercevoir, au fond de la cavité abdominale vide de ses entrailles, les vertèbres lombaires et leurs apophyses. Un lambeau de cette peau, qui retombe savamment déchiqueté, voile aux regards ce qui pourrait paraître encore des organes génitaux. Les bras et les jambes, moins atteints par la décomposition, ont gardé leurs muscles desséchés que recouvre encore en certaines parties une peau soUlevée en larges phlyctènes ouvertes et purulentes.
— Поль Дени. Ligier Richier: L’Artiste et Son Oeuvre (1911), стр. 205

#### Конструкция
Высота статуи от головы до ступней — 177 см. Её полный рост вместе с поднятой левой рукой составляет примерно 215 см, а масса — около 800 кг.
За исключением левой руки из гипса, монумент выполнен из известняка с очень мелкой зернистостью. Скульптура состоит из трёх частей: 1) голова и туловище с правой рукой, 2) левая рука, 3) ноги и таз. Для придания материалу вида мрамора, Лижье покрыл его смесью, точный состав которой неизвестен. Одни утверждали, что это был лак, другие — буковое масло, третьи — первичный воск и масло. По словам Франка Муро, координатора архитектуры и наследия Бар-ле-Дюка, Лижье Ришье визуально превращал известняк в мрамор с помощью полировки и вощения.
Скелет поддерживается металлическим штифтом, расположенным в тазу фигуры, и помещён на стилобат, где расположен герб со щитом, содержимое которого неразборчиво. Герб под статуей датируется XVI веком.

#### Оценка натурализма
Во французской Большой энциклопедии изваяние описано как «великолепно реалистичный скелет» (фр. Le Squelette est d'un réalisme superbe). Историк Поль Дени охарактеризовал телосложение статуи как «безупречное» с анатомической точки зрения, и что скульптор «поддался искушению воспроизвести каждую деталь тела». Советские искусствоведы отмечают, что художник продемонстрировал здесь знание анатомии человека, присущее мастеру эпохи Возрождения. Профессору кафедры монументально-декоративной скульптуры Екатерине Волковой из академии имени А. Л. Штиглица уровень выполненной работы говорит о том, что мастер обладал большими познаниями в области анатомии человеческого тела. Авторы книги 30 Millennia of Sculpture тоже пишут про «глубокое знание анатомии», отражённое в статуе.
Тем не менее, люди, знакомые с человеческой анатомией, увидят в статуе неточности. Жорж Фреше, ссылаясь на французского искусствоведа Жана Вирта, указывает: «Расположение костей не совсем точное, а сами анатомические схемы часто ошибочны». Бернар Ноэль конкретизирует: «… К примеру, взгляните на шею с углублением из плоти, которая соединяет сосцевидный отросток с ключицей наподобие „воротника из кожи“. Это соответствует науке? Кажется, нет…».
Натурализм разложения передаётся больше кажущийся, нежели реальный. Хотя умения скульптора позволяют предположить, что он обладал передовыми сведениями о естественных процессах, происходящих в человеческом теле после смерти, однако он предпочитал изображать их менее прямолинейно, и использовал свои знания на службе художественного выражения, оставляя место для искусства и воображения. Ярким примером являются натянутые на живот лоскуты кожи, часть которых приходится на лобковую область, практически имитируя фиговый лист.
По мнению искусствоведа Полетт Шоне, даже знаменитый врач того времени Шарль Этьенн вряд ли бы счёл подобные допущения нелепыми. Как выразилась руководитель отдела инвентаризации и наследия региона Гранд-Эст во Франции Мирель-Бенедикт Буве: «Скульптор Лижье Ришье занимался не анатомией, а созданием произведения искусства».

### Алтарный образ
Алтарный образ размером 233 x 475 см сделан из чёрного мрамора и известняка. На стилобате установлены две колонны из чёрного мрамора с позолоченными коринфскими капителями, которые поддерживают часть антаблемента. Колонны, капители и антаблемент происходят из главного алтаря церкви св. Максима и датируются началом XVIII века.
На центральной панели художником Варамбелем в 1790 году была нарисована траурная княжеская мантия, подбитая горностаем, которая создаёт ложное впечатление реальной вещи (фр. trompe-l'œil). Центральную панель обрамляют восьмиугольные плиты из чёрного мрамора, высотой от 38 до 40 сантиметров, на которых с помощью кронштейнов ранее крепились двенадцать статуэток из белого мрамора в виде апостолов. Половина этих статуэток была уничтожена в ноябре 1793 года, во время Французской революции, уцелевшие фигурки хранятся в музее Бар-ле-Дюка.
Над скелетом возвышаются шлем без гребня, из которого выходят листовые ламбрекены, и щит без герба, окружённый воротником из Золотого руна. Историк Поль Дени пишет, что бо́льшая часть материала, использованного при реконструкции памятника, первоначально принадлежала главному алтарю церкви св. Максима. Оригинальными элементами памятника являются только сам транзи, щит и шлем.

### Оссуарий
Оссуарий сделан из чёрного мрамора со стеклянной крышкой размером 105 x 233 см. Он содержит останки членов семьи Анны: графа Генриха IV († 1344), его жены Иоланды де Фландр († 1395) и, вероятно, герцога Роберта I († 1411). В 1810 году по инициативе викария церкви св. Петра Клода Ролле на лицевую сторону гробницы был нанесён совместный герб герцогств Бар и Лотарингия.

### Исторический памятник
Статуя была признана историческим памятником Франции 18 июня 1898 года, алтарный образ и оссуарий — 7 декабря 1993 года.

## Перевозки, повреждения и реставрация

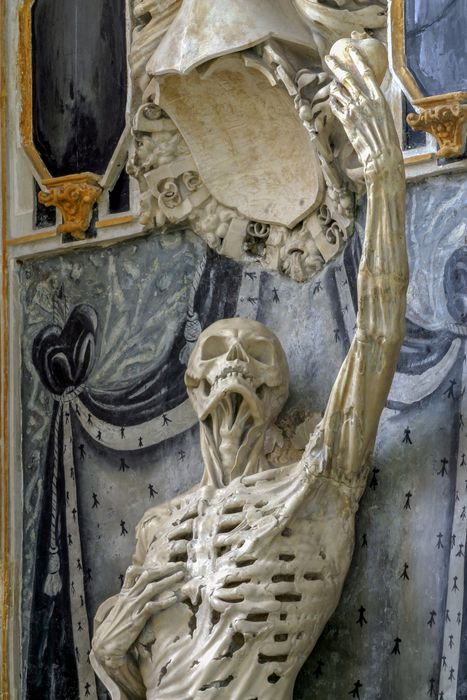
В левой руке статуи сначала находилось золотое или позолоченное серебряное сердце. Оно было похищено в 1793 году. С 1810 года транзи держал песочные часы или клепсидру, годы спустя — позолоченное гипсовое сердце, и, наконец, обычное гипсовое сердце

### XVI век. Установка памятника
Памятник Рене де Шалону был установлен после его смерти в церкви св. Максима, в замке герцогов де Бар, в Бар-ле-Дюке. Множество экспертов относят изготовление статуи к 1547 году. Хотя у некоторых специалистов встречается дата изготовления 1545 год. Люсьен Брей в своей публикации 1922 года про памятник сердцу Рене де Шалона также делится мнением, что он, вероятно, был создан в 1545 году, и тогда же был воздвигнут в часовне коллегиальной церкви св. Максима. Но согласно более позднему предположению Брея, церемония открытия памятника состоялась в конце августа 1548 года. Кристиан Пфистер пишет в первом томе «История Нанси» (1902): «Лижье Ришье только что закончил статую Рене де Шалона, другими словами, скелет Бара, когда ему поручили изваять гробницу Филиппы де Гельдерс».
Первоначально левая рука статуи держала сердце из золота или позолоченного серебра (вермеля). Согласно ряду свидетельств, этот предмет служил реликварием, где хранилось забальзамированное сердце Рене де Шалона. В поддержку этой версии исследователь Люсьен Брей привёл несколько доводов, позволяющих считать, что сердце князя могло быть сначала «похоронено» в склепе, а впоследствии помещено в руку статуе, когда та прибыла на место.

### XVIII век. Французская революция
Знаменитое произведение долгие годы было предано забвению до того, как в начале XVIII века его заново не открыл для широкой публики Дом Кальме.
В 1757 году Клод де Майе, советник Счётной палаты герцогства Бар, описал предмет в левой руке «мраморного скелета» как красную шкатулку в форме сердца, в которой заключено сердце погибшего при осаде князя Рене де Шалона.
Летом 1790 года, во время Французской революции, транзи был перевезён в церковь св. Петра (ныне церковь св. Стефана), когда церковь св. Максима была заброшена. Во время переезда скульптура была повреждена. После поломки статуя несколько месяцев простояла в углу часовни св. Марины, обложенная досками. 1 сентября 1790 года на это обратил внимание местный управляющий Себастьен Юмбер. Затем начались работы по восстановлению памятника, которые длились около двух месяцев. Штукатур Сейдж сделал пьедестал для изваяния, а рабочий-живописец Варамбель починил повреждённую левую руку скульптуры и расписал алтарный образ. В ноябре 1790 года статуя была установлена на пьедестал над могилами графов Генриха IV и Иоланды де Фландр, чьи останки были доставлены сюда из церкви св. Максима вместе с транзи.
В сентябре 1792 года администрация района Бар-сюр-Орнен приказала удалить все «знаки феодализма», которые тогда ещё можно было увидеть в церкви св. Петра. Выполнить приказ было поручено гражданину Перне. С двумя помощниками он срезал скульптурные трофеи и гербы снаружи и внутри здания, разбил надгробия с эпитафиями и статуи, за исключением нескольких.
30 ноября 1793 года, в период популярности Культа Разума, церковь св. Петра была разгромлена добровольческими войсками восьмого «Храмового батальона» первого формирования Парижа (фр. Bataillon du Temple), который в то время располагался гарнизоном в Бар-ле-Дюке. Левая рука статуи и предмет, который она держала, а также некоторые статуэтки, украшавшие алтарный образ, были похищены или уничтожены. Ответственность была возложена на бывшего мэра коммуны Анри Мейлфера, как главного зачинщика. По словам обвинения за несколько дней перед этим он подстрекал людей «отомстить немым орудиям католицизма». Кражу сердца из драгоценного металла совершил один из солдат.

Очевидец Виктор Серве рассказал об этом инциденте следующим образом: «Они сломали руку Скелета, державшую золотое сердце, в котором находилось сердце князя Оранжского. Благодаря вмешательству местного муниципального служащего, памятник не был полностью разрушен, но сердце пропало».Оригинальный текст (фр.)Sur la foi de témoins oculaires, Victor Servais a ainsi relaté ce dernier incident: «Ils ont cassé la main du Squelette qui tenait le cœur d'or où se trouvait le cœur du prince d'Orange et c'est grâce à l'intervention d'un officier municipal que le monument n'a pas été complètement détruit. Le cœur a été pris»
— René de Chalon et le Mausolée du Cœur (1923), стр. 310—311

### XIX век. Часы вместо сердца
По инициативе аббата Клода Ролле, бывшего каноника церкви св. Максима, в 1810 году памятник был частично восстановлен. Левая рука статуи была переделана, но теперь она держала грубо сделанные песочные часы из дерева и гипса (по некоторым сведениям — водяные часы). Новый объект исказил начальный смысл скульптуры: с изображения умершего Рене на олицетворение смерти. Годы спустя часы были заменены позолоченным гипсовым сердцем с изображением пламени наверху. Затем в руку статуе было вложено обычное гипсовое сердце.
Однако на этом перипетии памятника не закончились. Некие посетители церкви вырезали ножом на левом колене и на бедре статуи следующие знаки: «M A J N 1859 15 j t L A de C». В 1894 году работники Музея сравнительной скульптуры из Трокадеро сняли слепок со cкелета, что привело к удалению патины цвета слоновой кости.

### XX век. Первая мировая война
Во время Первой мировой войны статуя оставалась на месте до октября 1917 года, защищённая мешками с песком, а затем была перевезена в Париж. Вернули скульптуру в Бар-ле-Дюк в 1920 году после «яростных жалоб», но с серьёзными повреждениями.
Ходили слухи во время войны, что памятник был разрушен в результате бомбардировки. Французский драматург Анри Батайль осудил «немецкое варварство» и попросил воздвигнуть копию статуи на его могиле. После смерти Батайля его подруга, актриса Ивонна де Брей, 31 марта 1922 года получила у Комиссии по историческим памятникам Франции разрешение на создание нового слепка. Несмотря на протесты, осенью 1922 года была произведена отливка. Хотя операция «выполнена в хороших условиях», тем не менее, в результате неё статуя лишилась оставшейся патины. За несколько лет до снятия слепка профессор истории, католический священник Эймонд высказался, что обработанный камень из Сен-Миеля с оттенком старой слоновой кости придавал статуе особую выразительность.

### Реставрация
На протяжении веков монумент портился из-за влажности, периодической разборки и транспортировки. В 1969 году скульптура была отреставрирована Максимом Шике. В 1993 году алтарный образ и оссуарий были классифицированы как исторические памятники. С 1998 по 2003 годы памятник подвергся масштабной реставрации. Процесс начался с обширного документального и исторического исследования, проведённого по заказу регионального управления по делам культуры Лотарингии, занимающегося защитой исторического наследия. В 2001 году был подготовлен отчёт о состоянии монумента, а в период с 2002 по 2003 годы он был временно вывезен из церкви св. Стефана для восстановления.
Реставрация 2003 года проводилась поэтапно, начиная с демонтажа статуи, которую скрупулёзно очистили ватными палочками. Значительная часть работы была сосредоточена на областях вокруг паха, колен и таза, больше всего доступных для рук посетителей. Ремонт статуи включал удаление складок, сколов, трещин и граффити. Железные колышки, которые использовал скульптор, были заменены на колышки из нержавеющей стали, что устранило риск окисления в будущем. Оссуарий и алтарный образ тоже были разобраны для очистки. Подвал церкви зимой часто заполнялся водой, поэтому фреска пострадала от сырости. Когда реставратор Франсуаза Жозеф удаляла грязь с алтарного образа, то обнаружила в каждом из четырёх углов центральной панели ранее незаметные элементы декора из искусственного мрамора. Для полировки задней стенки и боковых колонн использовался микрокристаллический воск. Общая стоимость работ, включая экспертизу, документацию, демонтаж, перевозку, реставрацию, составила 50 270 евро.
| Основные даты        | |
| Дата                 | Событие |
| 1545—1548            | Установка надгробной скульптуры на могиле князя Рене де Шалона в церкви св. Максима, в замке герцогов в Бар-ле-Дюке. |
| 1790                 | Во время транспортировки памятника в коллегиальную церковь св. Петра (ныне церковь св. Стефана) левая рука и ступни статуи были повреждены. Добавлен алтарный образ, на стене за статуей нарисована траурная горностаевая шуба. |
| 1792, 18—21 сентября | В церкви св. Петра были срезаны гербы и разбиты эпитафии по приказу местного муниципалитета. |
| 1793, 30 ноября      | Памятник частично разрушен французскими солдатами. Сломана левая рука статуи и похищена драгоценная ёмкость, которую она держала.                                                                                               |
| 1810                 | Левая рука статуи была восстановлена и стала держать песочные или водяные часы. На лицевую сторону гробницы был нанесён совместный герб герцогств Бар и Лотарингия.                                                             |
| 1894                 | Работники Музея сравнительной скульптуры из Трокадеро сняли слепок со статуи, что привело к частичному удалению патины. |
| 1898, 18 июня        | Признание статуи историческим памятником Франции. |
| 1917, 17 октября     | Во время Первой мировой войны статуя была эвакуирована в Париж. |
| 1920                 | Статуя с повреждениями была возвращена из Парижа в Бар-ле-Дюк. |
| 1922                 | По инициативе друзей умершего писателя Анри Батайля был сделан ещё один слепок со статуи, что привело к исчезновению оставшейся патины.                                                                                         |
| 1969                 | Частичная реставрация статуи. |
| 1993, 7 декабря      | Признание алтарного образа и оссуария историческими памятниками. |
| 2003                 | Полная реставрация памятника. |

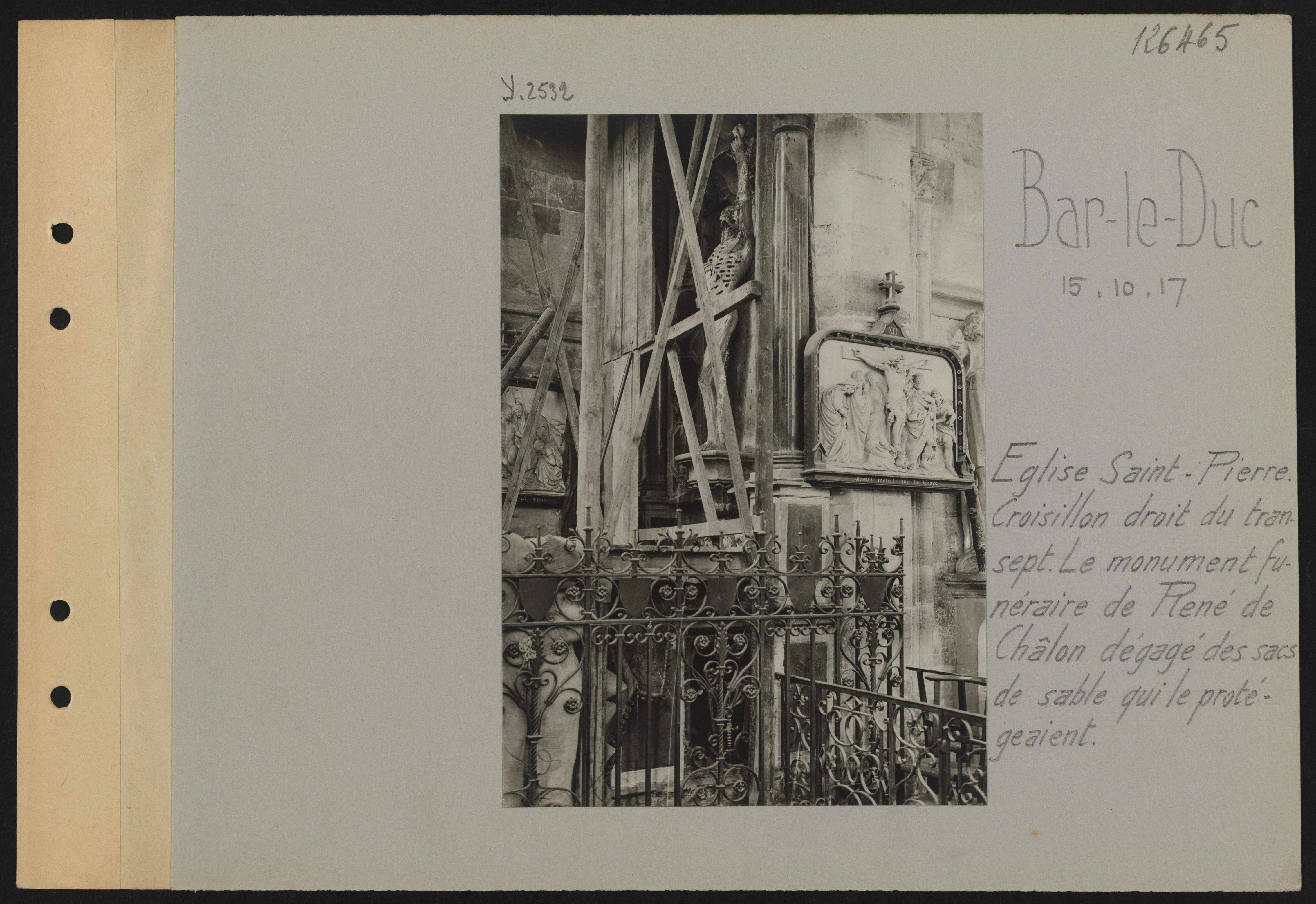
Памятник в церкви св. Петра во время войны (1917)
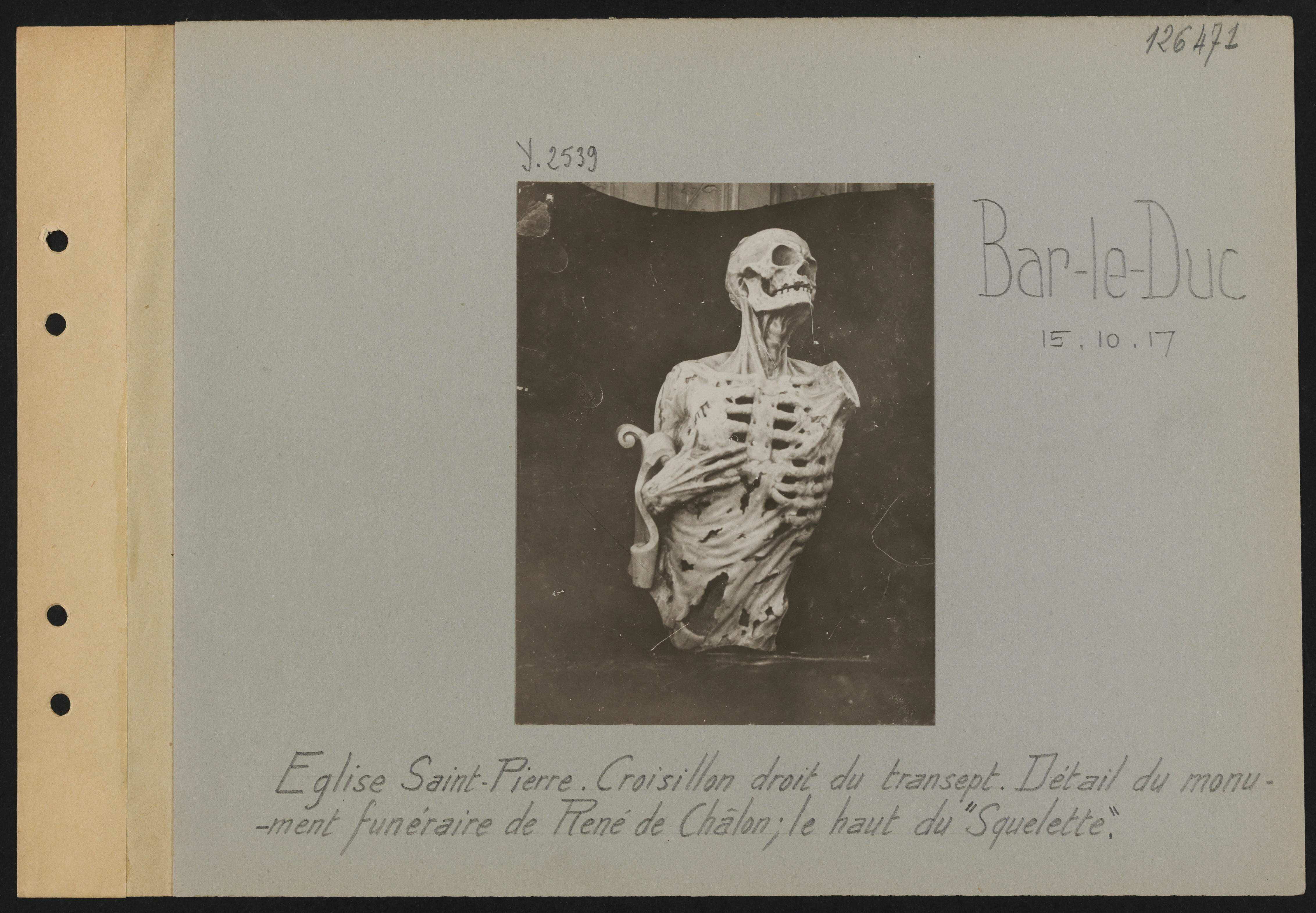
Демонтаж статуи перед эвакуацией в Париж (1917)
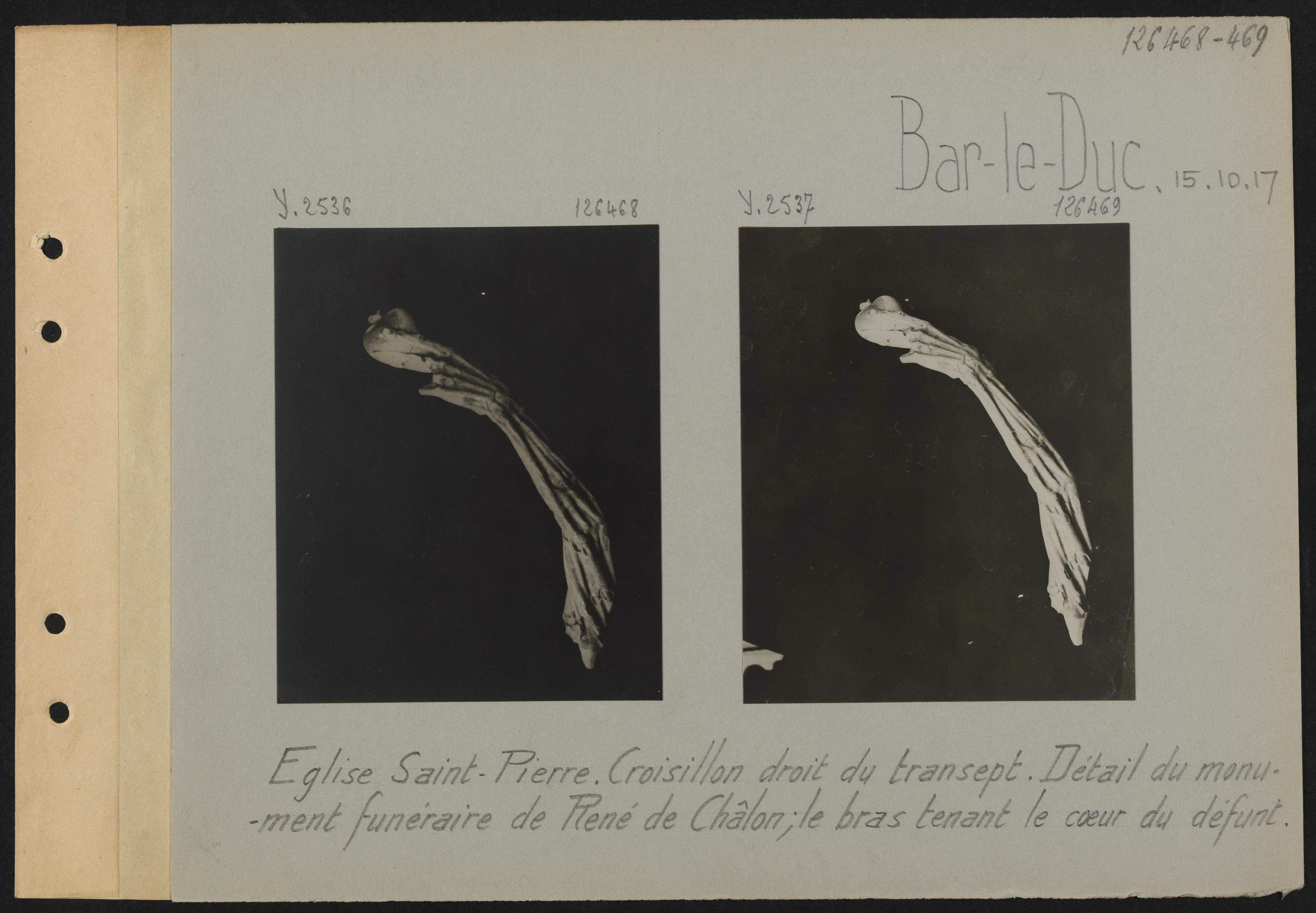
Левая рука статуи отдельно. На снимке видны повреждённые пальцы (1917)

## Интерпретации

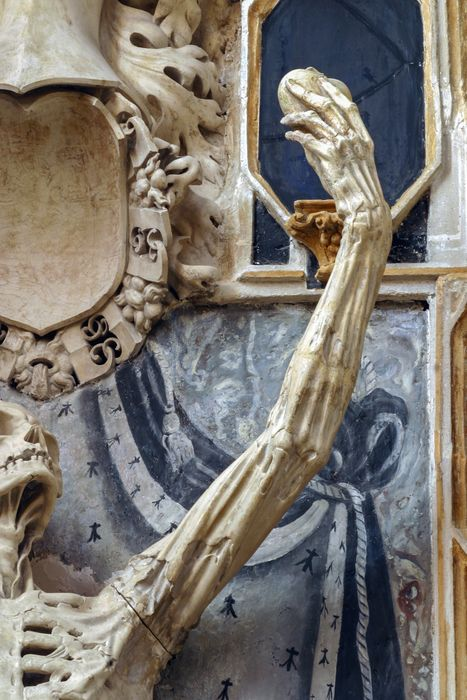
Жест левой руки выходит за рамки принятой кодификации

### Проблематика
Историки искусства спорят о толковании транзи Рене де Шалона. Монументу даётся множество трактовок из-за отсутствия поясняющих записей от авторов, а также пропажи драгоценного изделия в форме сердца из руки статуи во время Французской революции. Пробелы в истории статуи привели к тому, что к началу XX века отдельные специалисты утверждали, что она была воздвигнута в память о втором супруге княгини Анны, или что скульптура сперва держала в руке песочные часы, а сердце добавлено уже потом. Были также мнения, что статуя сначала держала зеркало, или что у неё в руках ничего не было. Существовали ещё сторонники версии, что статуя не изображает умершего, а является олицетворением смерти. Но эта гипотеза не находит подтверждения, потому что в надгробном памятнике Лижье Ришье отсутствуют классические атрибуты, присущие скульптурам Смерти: песочные часы, коса, факел, стрелы, меч, лопата, кирка и т. д. К тому же авторы XVIII века связывали статую непосредственно с князем Рене де Шалоном. Подобные споры не утихали в научной среде, несмотря на то, что в 28 томе французской Большой энциклопедии, изданном в тот период, утверждалось, что статуя держала вермелевую шкатулку в форме сердца, внутри которой находилось сердце князя Оранжского.
По мнению профессора искусствоведения Полетт Шоне, трудности с пониманием символизма статуи возникают, потому что скульптуру не пытаются изучить с позиции «эмблематического менталитета», рассмотренного Дэниелом Расселом. Произведение Лижье Ришье озадачивает зрителей и вызывает у них вопросы, ввиду невозможности отнести его к одной фигуративной форме. Скульптуру нельзя однозначно определить как имитацию, чучело, символ или абстракцию. Она с «жадной продуктивностью» объединяет в себе эти представления, чтобы создать бесконечно динамичную форму, порождая новые идеи и ментальные образы. Имея дело с литературными источниками, упоминавшими статую, Полетт Шоне отмечает, что их можно разделить на две категории: первая — повествовательная, другая — интерпретативная и медитативная. В первом, более редком, случае произведение описывается как результат самоотверженности «благочестивой и любящей вдовы, верной за пределами жизни», тогда как во втором случае имеется желание уловить замысел, который пытались выразить через скульптуру.

### Символ воскресения и трёх добродетелей
Наиболее часто анализируемый элемент скульптуры — это её жест, а именно: поднятая левая рука, в которой первоначально находился предмет в форме сердца и, предположительно, сердце покойного. Традиционно в религии «низ» ассоциировался с подземельем, дьяволом, мраком и могилой; тогда как «верх» связывали с небесами, Богом и Святым Духом. С левой и правой сторонами примерно то же самое. Следовательно, область вверху и справа будет символизировать влияние Бога и благие деяния человека. Если смотреть глазами стороннего наблюдателя на статую, то как раз в том направлении тянется рука скелета, откуда исходит «надежда на спасение».
Левая рука статуи сжимает костлявыми пальцами сердце, которое будто предлагается Богу в качестве дара, символа нетленной и бессмертной души. Смысл этого предложения может быть истолкован по-разному: как превосходство духа над чувствами или знак покаяния. Специалист по западноевропейскому искусству Нина Лившиц пишет, что «в этом угрожающем и дерзком образе» одновременно показаны надменность феодала и религиозная экзальтация. По мнению старшего научного сотрудника Эрмитажа Надежды Петрусевич, поднятая «в порыве экзальтированной веры» рука с «горящим сердцем» символизирует мистическую идею бессмертной верности Богу.
Историки Жюль Бонне, Поль Дени и Жан Делюмо, главный куратор Лувра в 1980-е годы Мишель Больё, а также профессор истории искусства Кэтлин Коэн видят в протягивании руки с сердцем «к небу» символ воскресения. Кэтлин Коэн считает, что в памятнике сердцу Рене де Шалона наиболее ярко иллюстрируется утверждение «вечной жизни» в форме транзи.
Ряд специалистов сходится во мнении, что статуя может быть отсылкой к 25 и 26 стихам из 19 главы Книги Иова: «А я знаю, Искупитель мой жив, и Он в последний день восставит из праха распадающуюся кожу мою сию, и я во плоти моей узрю Бога» (Иов. 19:25, 26).
Люсьен Брей приводит ещё одни строки из Книги Иова: «Он бросил меня в грязь, и я стал, как прах и пепел» (Иов. 30:19). Он связывает обе цитаты с тремя христианскими добродетелями. Подобное толкование статуи поддерживают и другие авторы.

Сколько раз, думая о мавзолее сердцу Рене, скульптор из Сен-Миеля должен был иметь в виду два этих отрывка из Иова, один из которых проливает самый яркий свет на чёрную дыру, куда всё должно упасть и сгнить, тогда как второй даёт проблеск прощения, утешения и загробной жизни. Покорённый столь великими мыслями, Лижье Ришье спроектировал это «уникальное чудо в истории скульптуры», которое продолжает сиять всем своим великолепием и красотой в Бар-ле-Дюке, в церкви св. Стефана (бывшей коллегиальной церкви св. Петра). Таким образом, мастер Сен-Миеля воздвиг в «фехтовальную позу» этот разлагающийся труп: глазницы обращены к небу, правая рука сложена на груди и прижимает щит без герба, левая — поднимает сердце в жесте любви. В этом гений Лижье: в Скелете он расправляет человеческую тряпку, и рядом с её ничтожеством он заставляет вспыхнуть её величие в надежде на воскресение. Три жеста завершают и разъясняют данную символику: глазные орбиты, обращённые к небу, говорят: «верю»; правая рука, сложенная на груди: «надеюсь»; и сердце, вознесённое к Богу: «люблю». Вера, надежда и любовь: христианские добродетели, против которых Рене де Шалон протестовал в момент своей смерти, также преследовали гений мастера-скульптора.Оригинальный текст (фр.)Que de fois, songeant au mausolée du cœur de René, le sculpteur sammiellois n'a-t-il pas dû avoir présents à l'esprit ces deux passages de Job, l'un qui projette la clarté la plus crue sur le trou noir où tout doit tomber et pourrir, l'autre, qui nous fait entrevoir le pardon, la consolation et le céleste revoir. C'est, subjugué par ces grandes pensées, que Ligier Richier conçut cette „merveille unique dans l'histoire de la sculpture“, qui continue à reluire de toute sa splendeur et à rayonner de toute sa beauté, dans l'église Saint-Étienne (autrefois collégiale Saint-Pierre) de Bar-le-Duc. Le Maître de Saint-Mihiel a ainsi dressé „en une attitude d'escrime“, ce cadavre en achèvement de décomposition, les orbites tournés vers le ciel, la main droite repliée sur la poitrine et pressant un écu sans armoiries, la gauche élevant un cœur en un geste d'amour. Ah voilà bien le génie de Ligier: dans ce Squelette, il redresse la guenille humaine, et, à côté de son néant, il fait éclater sa grandeur en l'espoir de la résurrection. Trois gestes complètent et précisent ce symbolisme: les orbites tournés vers le ciel disent: je crois; la main droite repliée sur la poitrine: j'espère; et le coeur élevé vers Dieu: j'aime. Foi, espérance et amour: les vertus théologales, dont René de Chalon protestait à l'heure de la mort, sont venues elles aussi hanter le génie du maître imagier.
— Люсьен Брей. René de Chalon et le Mausolée du Cœur (1923), стр. 305

### Рыцарь христианского мира
Полетт Шоне проводит аналогию между поднятой «к небу» левой рукой статуи и эмблемой герцогов Лотарингии «вооружённая рука» с девизом на латыни «Fecit potentiam in bracchio suo». Скелет сопровождают шлем и воротник Ордена Золотого Руна, характеризующие его как рыцаря христианского мира. Правая рука статуи покоится на груди (символизируя «твёрдость души») и держит щит без герба, словно указывая на то, что смерть стирает всякое различие, и земное величие больше не существует перед ней. Кэтлин Коэн считает такие гипотезы реинтерпретацией XIX века. Хотя часть экспертов в XXI веке продолжает придерживаться подобной версии, и в дополнении к тому предполагает, что герб на щите отсутствует, из-за того, что Рене де Шалон умер, не оставив законных наследников. Но причиной может быть то, что знаки отличия на щите были стёрты.

### Высокая форма выразительности
Исследователи Мелвилл и Рута, анализируя серию изображений Средневековья, упоминают памятник Рене де Шалону, а также картину «Страшный суд» Ханса Мемлинга. В то время как обнажённые грешники страдают в адском пламени, спасённые души облачаются в наряды и направляются в рай в сопровождении одетых ангелов и святых. По мнению авторов, нагота априори связана с грехом, сексуальностью, телесными функциями человека — тем, что сближает его с животным.
Профессор искусствоведения Полетт Шоне наоборот считает человеческое тело прекраснейшим животным творением, и великолепие обнажённой фигуры является гарантией художественной виртуозности. Кожа на животе статуи сложена вниз до гениталий, словно для скрытия половой принадлежности. Однако эта деталь представляет интерес только, если задаться вопросом про дыру в животе, которую поэт Ришар Ронье назвал «чёрным ртом». Хотел ли скульптор показать результат действия скальпеля хирурга, готовившего труп князя Рене перед бальзамированием? Помимо своей символической функции, потрошение имело преимущество, так как оно ускоряло разложение. Видно, что над этим телом умело поработало лезвие, с такой аккуратностью, которую невозможно наблюдать на брошенном гнить теле. Сначала Полетт Шоне задаёт вопрос, сама ли смерть действует так «застенчиво», а затем она приводит Триумфы Петрарки в качестве напоминания, что смерть торжествует над целомудрием. Но скульптор временно отстраняет образы гнилостной, насмешливой и непристойной смерти, чтобы дать проявиться в памятнике сердцу Рене де Шалона более чувствительной и высокой форме выразительности.

### Германизм и гуманизм
Скульптор Лижье Ришье родился и жил в Лотарингии, где дольше всего сохранялись старые связанные с готикой традиции в искусстве, так как эта местность соприкасалась с Германией, немецким искусством и позже других присоединилась к Франции. Искусствовед Луи Куражо говорил о погребальной статуе Рене де Шалона на своей лекции, что скульптор Лижье Ришье был пропитан германизмом, и одним из источников, которые вдохновляли его гений, был «северный менталитет»: «Те, кто знает искусство и литературу за Рейном XVI, XVII и начала XIX веков, согласятся со мной. Это фанатизм, это опьянение, это жажда небытия, являющаяся характеристикой германского духа и которую можно найти повсюду, в философии и литературе Германии, в каждый период её истории». Однако искусствовед Жорж Фреше указывает на то, что в этой фигуре ничего не напоминает о вампирах, призраках и демонах, которыми было наполнено германское искусство. Наоборот, в этой статуе есть представление, которое, будучи «величайшей религиозной ортодоксией», сочетает в себе элемент нового оптимизма. Фреше увидел в скульптуре оттенок гуманизма, типичный для эпохи Возрождения, в виде концепции вирту: «… воля жеста, сила, исходящая от этого чудища, такая естественная и такая же человеческая, проявляет веру человека в свою собственную значимость в сопротивлении разложению, которое уже вторглось в него». По мнению Кузьминой и Венедиктова, жест и взгляд статуи, полные отчаянной напряженности и самоутверждения, преодолевают окоченелость смерти и выражают непреклонность воли погибшего в сражении Рене де Шалона; и что добиться такого экспрессивного образа стало возможным благодаря страстной вере скульптора в силу духа человека.

## Названия
|          | Kathryn Gin Lum | через Twitter |
| @KGinLum |                 |               |

             Meet "selfie skeleton," the name my students gave the transi tomb of Rene de Chalon. He once held his heart in his hand. #selfiegeneration
         

            Встречайте «селфи скелета», — так мои студенты назвали транзи Рене де Шалона. Однажды он держал в руке своё сердце. #поколениеселфи
        

        2017-06-01

Произведению дают многочисленные имена: Памятник сердцу Рене де Шалона, Мавзолей сердца, Гробница Рене де Шалона, Транзи, Скелет, Высохший, Усопший, Экорше, Костлявый, Смерть, Мертвец, Стоячая гниль, Гнилой любовник, Селфи скелет.
Аббат Шарль Суо объяснял феномен с большим количеством названий разной степенью осведомлённости людей в областях мифологии и медицины:

В XVIII веке его называли Смертью, но это выражение означает фантом, существо из потустороннего мира, соединяющее человеческое тело с наполненной жизнью душой, передающее движение и речь голым костям. В мире художников его называют Скелетом. Это менее удачное название, поскольку оно подразумевает костную структуру, находящуюся в полном покое. Оба названия упускают из виду тот факт, что в работе Ришье кости ещё не полностью обнажены. В народе его нарекли Экорше, что также не точно, потому что большая часть конечностей — это просто кости. В действительности, всё так и есть. Чтобы оценить эту работу с анатомической точки зрения и дать точный отчёт о ней, нужно быть врачом или хирургом.Оригинальный текст (фр.)Au XVIIIe siècle, on l'appelait la Mort; or, cette expression signifie un fantôme, un être de l'autre monde, unissant une charpente humaine à une âme pleine de vie, qui communique le mouvement et la parole aux os décharnés. Dans le monde des artistes, on l'appelle le Squelette. Cette dénomination est moins heureuse, car ce mot suppose une structure osseuse dans une complète inertie. Ces deux désignations oublient que, dans l'œuvre de Richier, les os ne sont encore qu'imparfaitement dépouillés. Le peuple l'appelle l'Ecorché. Ce n'est pas plus exact, puisque la plupart des membres sont simplement des ossements. En réalité, c'est tout cela. Pour apprécier ce travail au point de vue anatomique et en rendre un compte exact, il faudrait être médecin ou chirurgien.
— Шарль Суо. Les Richier et leurs œuvres (1883), стр. 133
Искусствовед Жорж Фреше считает, что некорректно именовать статую Скелетом, Смертью, и что скульптура не является транзи в общепринятом смысле, лежащим в или на могиле. Он пришёл к выводу, что правильно называть статую Мертвецом, в соответствии со средневековой традицией, положенной в текстах «Трое мёртвых и трое живых» и «Пляска смерти» (1486) Гюйо Маршана, где мертвецы вступают в диалог с живыми людьми в разных воплощениях. Профессор истории искусства Джозеф Манка тоже считает, что неверно называть изваяние Скелетом, и применяет к нему термин «транзи».
Искусствоведы Бернар Ноэль и Полетт Шоне в книге о творчестве Лижье Ришье высказались, что они предпочитают называть статую Памятником сердцу Рене де Шалона или Скелетом. По их мнению, второе прозвище соответствует старым обозначениям, является правильным и нейтральным с иконографической точки зрения.
Многие специалисты относят памятник к транзи, но в 2000 году главный хранитель наследия в службе инвентаризации Лотарингии Мари-Франс Якопс в заметке про Лижье Ришье, не вдаваясь в объяснения, сообщила, что эту надгробную статую называют так по ошибке.
Представители поколения конца XX — начала XXI веков назвали скульптуру Селфи скелет. Ассистент профессора американской религии в Стэнфордском университете Кэтрин Джин Лум в июне 2017 года сообщила на своём канале в Твиттере, что её студенты дали такое прозвище памятнику Рене да Шалона.

## Похожие произведения

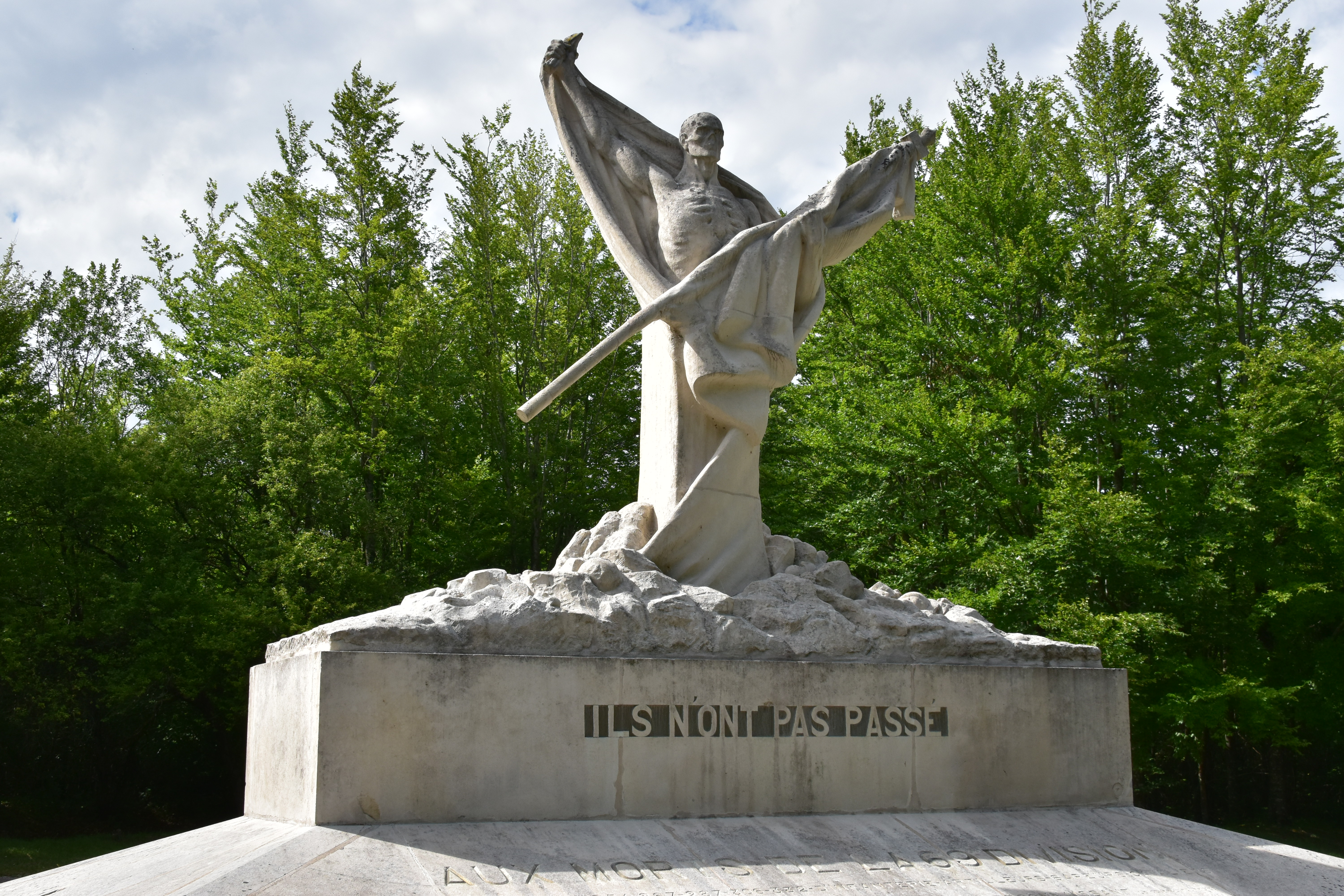
Монумент Le Mort-Homme (1922)

Монумент уникален тем, что изображает мёртвого человека в вертикальном, динамичном положении, как «живой труп». Это произведение Лижье Ришье часто сравнивают с другими внешне похожими изваяниями XVI века: со скульптурой из Лувра La Mort Saint-Innocent и статуей La Mort из Дижонского музея. Эксперты ещё упоминают скульптуру в церкви Ревиньи-сюр-Орнен, где бюст скелета поднимал правую руку в благословляющем жесте, а левую прижимал к груди. Однако, в отличие от статуи Рене, это не надгробные памятники, изображающие мёртвого человека, но антропоморфные изображения смерти. Причём, если фигура La Mort Saint-Innocent «насмешливая», отражающая едкий эпикуреизм, и, следовательно, всё ещё соответствует эстетике Пляски смерти, то дижонский памятник, по мнению искусствоведа Жорже Фреше, слегка тяготеет к барокко и явно вдохновлён статуей Лижье Ришье. В качестве графических источников, на которые, вероятно, опирался скульптор, эксперт приводит «анатомического человека» из «Книги Часов», а также гравюры Шарля Этьенна и Андреаса Везалия. Искусствовед Стефано Дзуффи полагает, что надгробие Рене де Шалона в виде «жуткого скелета, вырывающего своё сердце из груди», связало средневековую Пляску смерти с Триумфом смерти в стиле барокко. Также он пишет, что виртуозность скульптора красноречиво демонстрирует распространение богато иллюстрированных трактатов по анатомии, начиная с 1540-х годов. По мнению историка Стефана Зоколана, работы Лижье Ришье, в частности транзи, вдохновили таких художников как Фрагонар, Гудон и фон Хагенс, которые выставляли трупы с использованием техники пластинации.
Известно несколько репродукций памятника Рене де Шалону. Первая копия была изготовлена в 1894 году для музея скульптур во дворце Трокадеро. В 1922 году была сделана копия статуи для могилы драматурга и поэта Анри Батайля в коммуне Му. Ещё одна реплика находится в музее Барруа в Бар-ле-Дюке. В Интернете опубликована 3-D копия статуи и коллекция посвящённых ей рисунков.
По мнению некоторых специалистов, транзи Рене де Шалона послужил источником вдохновения для монумента Le Mort-Homme, созданного Жаком Фроман-Мерисом, в память погибшим в Первой мировой войне.
Израильский скульптор Игаль Тумаркин делился с одним из авторов книги Psychoanalytic Perspectives on Art (1988), что он черпал вдохновение для своих работ в транзи Рене де Шалона.
Жан Медар в рамках творческого конкурса Route Ligier Richier (2013) изготовил работу À corps ouvert в виде объёмного бюста, внутри которого он создал «воображаемый мир, гимн жизни», взяв за основу статую князя Рене как символ воскресения.
Транзи Рене де Шалона вдохновил художника Фабриса Ротенхаузера, попытавшегося представить в своей статуе Transi 2490, каким станет человек будущего. Также памятник сподвиг скульптора Клемана на создание нескольких работ. Клеман поведал на своём сайте, что после давней встречи в Бар-ле-Дюке транзи «сопровождает его, как милостивая и страшная тень», и что скульптор никогда не сумеет разгадать главную тайну памятника.
Южнокорейская художница Юн Хи видит связь между своими работами и транзи, который, по её мнению, «показывает переход из одного состояния в другое, движущуюся трансформацию, когда мгновение отворяет вечность». По мнению авторов интернет-ресурса Art-in.de, скульптуры Юн Хи иногда сознательно отсылают к мастеру Лижье Ришье, выразившему в транзи преобладание жизни над смертью при помощи почти обнажённого тела.
В 2021 году южнокорейский цифровой скульптор Пак Джэ Хун использовал образ транзи в 3-D инсталляции High Altar. Средневековая статуя, помещённая на вершину витой лестницы, и находящийся с ней рядом торговый стенд показаны религиозными алтарями, демонстрируя человеческое тщеславие. Окружающая территория изображена как строительная площадка, создавая причудливую диссонирующую композицию.
В Бар-ле-Дюке периодически проводятся выставки в честь транзи Лижье Ришье. По словам Франсуазы Моннен, куратора фестиваля современного искусства L’automne du Transi: «Там, где человек пережил смерть, жизнь имеет бо́льший вкус. Транзи — это, прежде всего, образ победы духа над телом, призыв к жизни вне плоти, дань уважения сопротивлению».

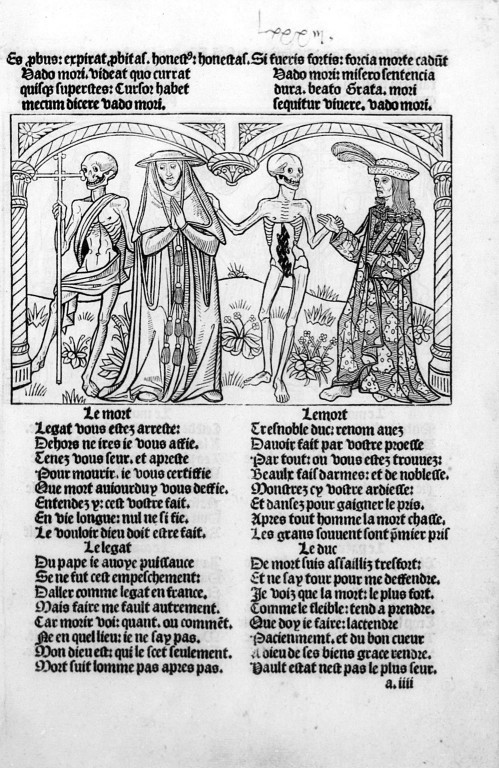
Пляска смерти, Гюйо Маршан (1486)
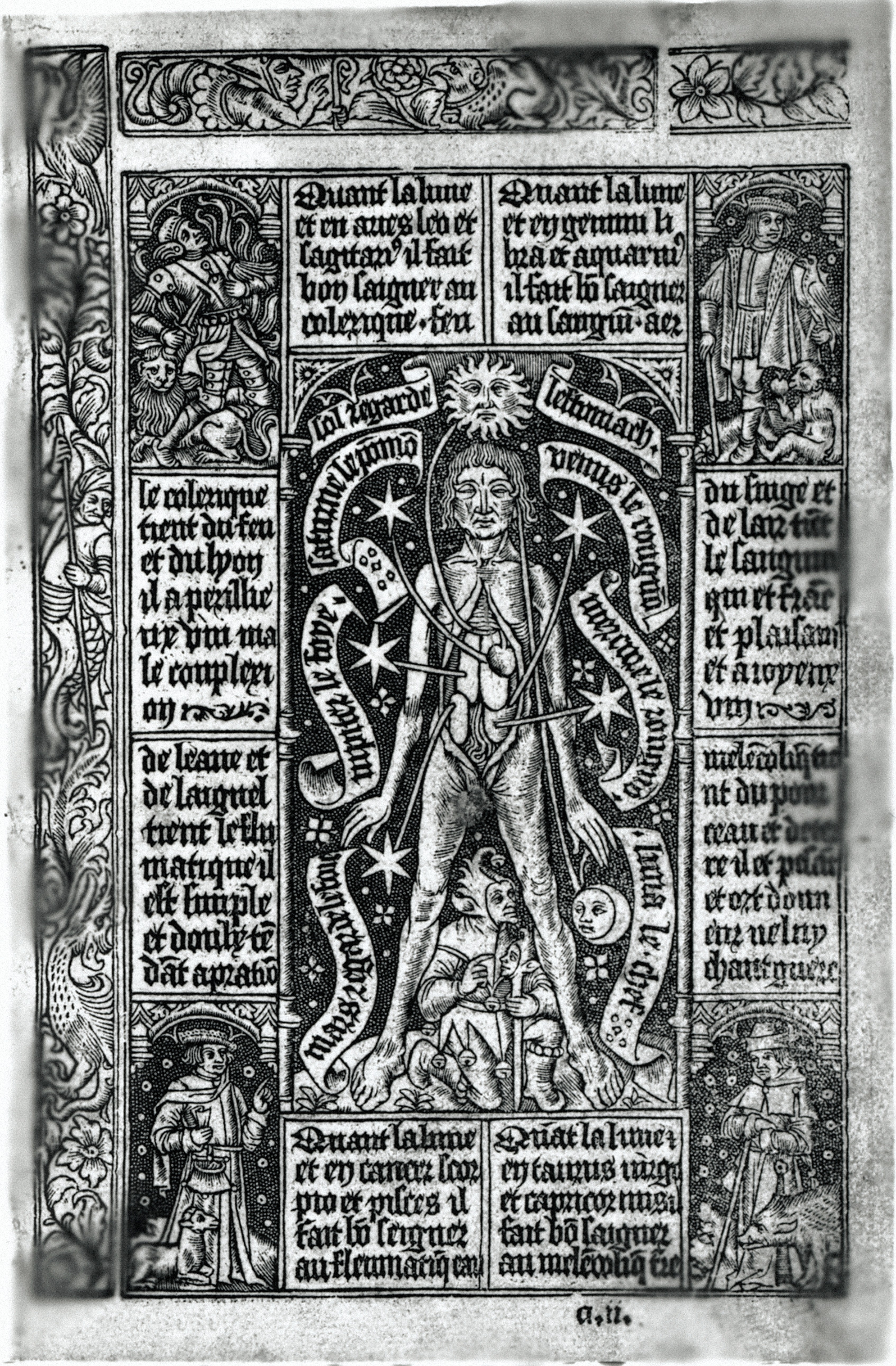
Книга Часов Филиппа Пигуше (1498)
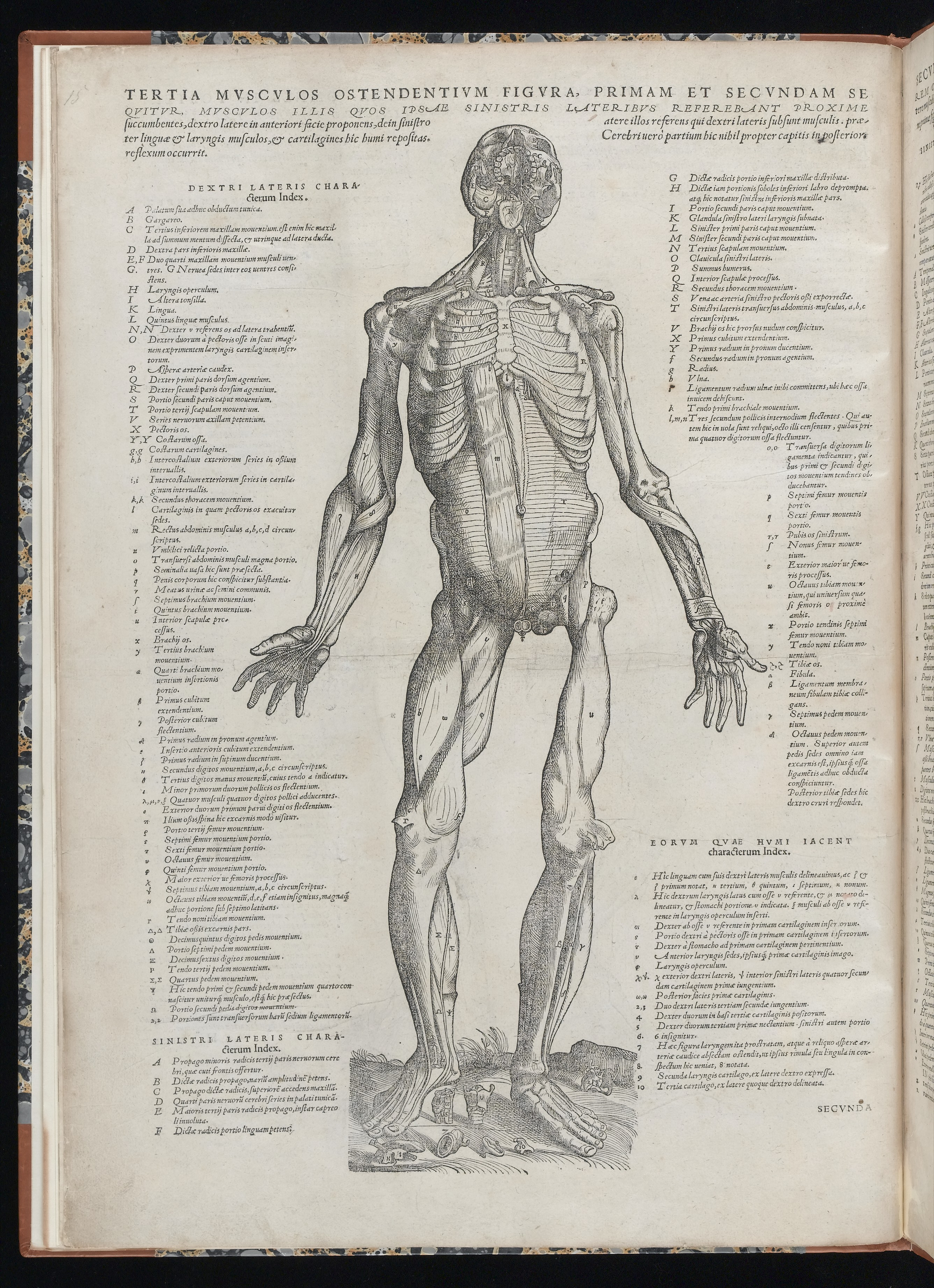
Гравюра врача Андреаса Везалия (1543)
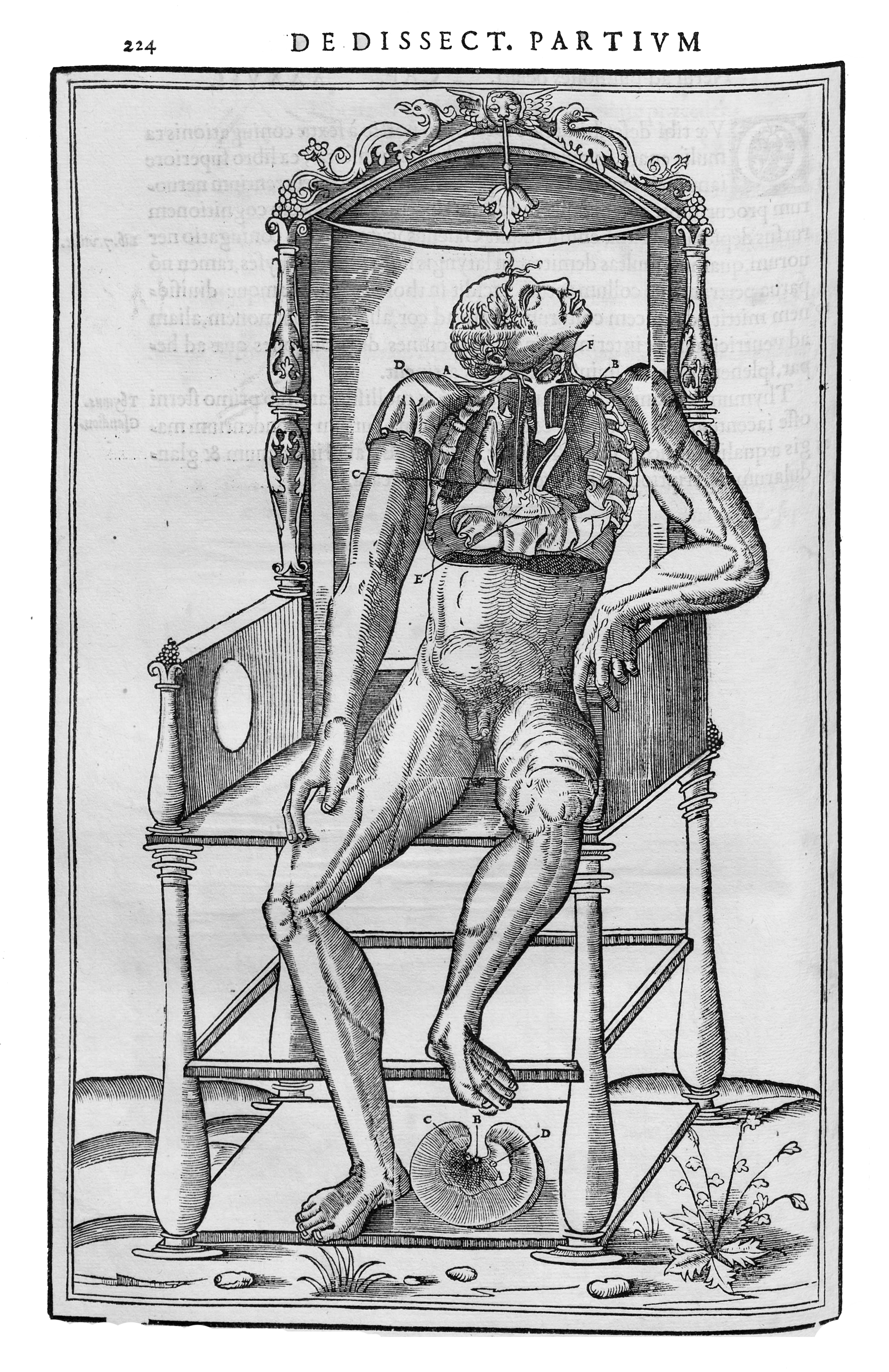
Гравюра врача Шарля Этьенна (1545)

## Упоминания и отзывы

### Реакции
Это знаменитое произведение вызвало поразительное количество всевозможных реакций. В XVIII веке учёный аббат Дом Кальме в своих трудах сообщал, что этот памятник считается шедевром, и называл его «неподражаемым творением» (фр. ouvrage inimitable). В тот же период исследователь Клод де Майе сообщил, что статуей восторгались самые тонкие ценители искусства и лучшие знатоки.
В конце XIX века статуей восхищался куратор Лотарингского музея Шарль Курно, который во всей французской скульптуре не нашёл ей конкурентов по глубине чувства и яркости интерпретации, оценив памятник сердцу Рене де Шалона намного выше фигуры святого Варфоломея в Миланском соборе. Помощник куратора Лувра Луи Куражо сравнил монумент с грандиозным, преследующим и мстительным призраком. Художник Эмиль Галле назвал памятник выразительным и прекрасным скелетом, который из открытой грудной клетки вырывает оголёнными костяшками пальцев и устремляет за пределы звёзд своё «сердце бедняка», несмотря на крушение всего того, что составляло для Платона высшее искусство и красоту.
Наряду с восторженными отзывами, скульптуре доставались отрицательные отклики от искусствоведов. За три года до того, как статуя была признана историческим памятником Франции, вице-президент Комиссии по историческим памятникам Франции Луи Гонс назвал её «ложным мелодраматизмом, в котором уродство соперничает с ужасом». В начале XX века английский архитектор Реджинальд Бломфилд высказался, что такие скульпторы как Лижье Ришье, вероятно, не имели представления об итальянском искусстве, под ширмой высокотехничной резки камня и стремления к реализму они прикрывали заурядное воображение, а «фигура смерти» в церкви св. Петра в Бар-ле-Дюке, — «одна из самых ужасных вещей во всём многообразии искусства». Позднее критикой в адрес памятника разразился художник Пьер Лесаж, когда он узнал о предложении возвести копию статуи на могиле поэта Шарля Бодлера. Он обозвал скульптуру «буржуйским пугалом», и сказал, что Бодлер выше того, чтобы его наряжали в «комиссионке». Советскому специалисту по средневековому искусству Надежде Петрусевич статуя показалась «предсмертным воплем умирающего Средневековья», и, по её мнению, этот страстный образ, в котором претворена религиозная одержимость, создан не трезвой мыслью творца, а галлюцинацией визионера.

### Музыка
Памятник также повлиял на музыкантов. В музыкальном видеоклипе «Redonne-moi», выпущенном французской певицей Милен Фармер в 2006 году, в некоторых кадрах видна копия статуи без левой руки. В интервью журналу Ouest-France Милен Фармер предположила, что памятник является «переходом между человеком и скелетом, смертью в определённой лёгкости». В декорациях тура этой певицы были представлены две гигантские статуи, похожие на транзи Рене де Шалона. Такие же изваяния проиллюстрированы на обложке музыкального альбома певицы.
В 2021 году рисунок статуи появился на обложке музыкального альбома Skull Bifurcations of Grim Disintegration, записанного совместными усилиями блэк-метал групп Messiah in the Abyss (Каракас, Венесуэла) и Oppressive Descent (Портланд, США).

## Комментарии
1. ↑  Доктору искусствоведения Вилю Мириманову представляется неубедительным, что новая трактовка смерти с XIV века стала результатом лицезрения трупов (жертв чумы, голода и войны), поскольку западное европейское общество до этих катаклизмов повседневно соприкасалось с «миром мёртвых»[8].
2. ↑  Переводится как «ушедший». Происходит от французского выражения XII века transir, означающего «уйти из жизни»[20][21].
3. ↑  В левом верхнем углу картины изображён герб с Золотым руном. Художник Корнелис Антонис[фр.][35].
4. ↑  Траншея была открыта на правой стороне предместья Ноуэ, чтобы добраться до северного бастиона[49].
5. ↑  Некоторые авторы утверждают, что это место уступил маркиз де Мариньян[фр.][50][51].
6. ↑  Средняя кулеврина или полукулеврина калибра 115 мм, стреляющая 10-фунтовыми (4,54 кг) пушечными ядрами.
7. ↑  У некоторых авторов имя этого врача может быть указано как Жан-Батист Кавани.
8. ↑  Поль Дени, ссылаясь на реестр актов капитула церкви св. Максима, пишет про 9 часов вечера[60]; Люсьен Брей сообщает про 7:45 вечера[49]. Некоторые авторы указывают дату смерти 18 июля[54][61][62][40][63], а также 19 июля 1544 года[64].
9. ↑  В ряде изданий утверждается, что Рене де Шалон родился 5 февраля 1519 года, однако в части публикаций фигурирует дата 1518 год[63], поэтому возраст князя может отличаться.
10. ↑  По утверждению Люсьена Брея, труп Рене де Шалона был забальзамирован «немедленно» после его смерти[70].
11. ↑  Коллегиальная церковь св. Максима, основанная между 963 и 994 годами, была снесена в 1792 году[74]. В этой церкви Рене де Шалон женился на Анне, дочери герцога Лотарингии, в августе 1540 года[75].
12. ↑  фр. Notre-Dame de Bréda.
13. ↑  В литературе встречаются разные числа месяца, когда было составлено завещание Рене де Шалона. Авторы конца XIX века сообщают про 25 июня[91] и 15 июня[92]. Однако 20 июня указано, во-первых, в голландском издании 1702 года[86]; затем у Люсьена Брея, который ссылается на Департаментский архив Ду[93]; ещё у архивариуса города Бреды в четвёртом номере нидерландского ежегодника Jaarboek[69], также у искусствоведов Ноэль и Шоне[89].
14. ↑  Здесь сто́ит упомянуть опубликованную  капитаном Байо в середине XIX века «переписку» между Лижье Ришье и Филиппом Эрраром, которую современные учёные считают вымыслом. В ней сен-миельского скульптора 29 июля 1544 года будто бы срочно призвали в Бар-ле-Дюк для создания памятника князю Рене де Шалону[105].
15. ↑  С 1544 по 1545 годы 22-летняя Анна не только овдовела, но и пережила смерти трёх других своих близких родственников: дочери († весной 1544), отца († 14 июня 1544[48]) и старшего брата († 12 июня 1545)[106].
16. ↑  Нидерландские издания сообщали об этом событии[117][61][81].
17. ↑  На плите отсутствует имя Марии, дочери Рене де Шалона, умершей в возрасте трёх недель в 1544 году, хотя некоторые авторы утверждают, что её останки были погребены в этом склепе[40].
18. ↑  С 07:48 минуты о статуе даёт интервью руководитель отдела инвентаризации и наследия региона Гранд-Эст Мирель-Бенедикт Буве.
19. ↑  С 05:15 минуты про памятник рассказывает координатор архитектуры и наследия Бар-ле-Дюка Франк Муро. Также демонстрируется оссуарий изнутри.
20. ↑  Гид-лектор Роман Лунарди про транзи.
21. ↑  Профессор истории искусства Джозеф Манка относит его к позднему готическому периоду[110].
22. ↑  Такая масса сообщалась в 1920 году, до реставрации статуи[136].
23. ↑  Лижье Ришье использовал мелкозернистый камень розовато-жёлтого оттенка, извлечённый из карьеров недалеко от Сен-Миеля[101]. Или, что более вероятно, он использовал громовой камень, что позволило добиться большой утончённости деталей[103].
24. ↑  Высотой около одного фута (примерно 30 см)[149].
25. ↑  Смерть Рене де Шалона произошла 15 июля 1544 года, в день, когда французская церковь отмечала Рассеяние апостолов[50].
26. ↑  Из статуэток апостолов сохранились фигуры Петра, Варфоломея, Фомы, Варнавы, а также, похоже, Иуды Фаддея и Матфея. Фасон их одежд, лепка лиц и особенно форма, столь характерная для книг с большими застёжками, которые держат апостолы, явно указывают на XV век. Фотографии фигурок доступны для просмотра на 277 странице сборника Мемуаров Общества писателей, наук и искусств Бар-ле-Дюка 1911 года[150].
27. ↑  Оссуарий показан на 5—6 минутах в видеоролике Bar le Duc comme vous ne l'avez jamais vu… Episode 4: L'Eglise Saint Etienne на французском YouTube-канале[151].
28. ↑  † 28 февраля 1547 года
29. ↑  В основном, это ссылки на письменные свидетельства до Французской революции, а также предположение Люсьена Брея, что забальзамированное сердце князя могло легко уместиться в ёмкость в форме сердца[165].
30. ↑  Люсьен Брей[167] и Полетт Шоне[168] пишут, что о памятнике нет сообщений XVII века.
31. ↑  Поль Дени сообщает про июнь[111], а Люсьен Брей про начало августа[74].
32. ↑  «Что касается увечий, нанесённых статуе во время её перевозки в церковь св. Петра, то они, к сожалению, слишком очевидны, как и варварское восстановление вульгарным практиком… Повреждена на концах ступней, а также в нескольких местах левой руки»[171][74].
33. ↑  Сохранился платёжный документ за выполненные работы. За раскраску памятника Варамбелю заплатили 78 ливров, за починку левой руки скульптуры — 6 ливров, за чистку статуэток апостолов — 2 ливра и 8 су[148].
34. ↑  Коэн пишет про 15 ноября[173], но Общество литературы, наук и искусств Бар-ле-Дюка сообщает, что работы были завершены 19 ноября[172].
35. ↑  Французский географ Жиро де Сен-Фаржо описывает статую с песочными часами в своей книге 1838 года[157].
36. ↑  В журнале Patrimoine restauré приводился другой текст: «JV 111859 A + MA»[178].
37. ↑  Историк Клэр Мэнгон[179] и подписи на снимках военного фотографа Эрнеста Баге[180] указывают, что статуя была эвакуирована в Лувр. Между тем историк Люсьен Брей[156], куратор отдела древностей и произведений искусства Франсуа Жанвье[103] и авторы журнала Patrimoine restauré[178] утверждают, что изваяние транспортировали в Пантеон.
38. ↑  Правая нога была сломана выше щиколотки, а левая — в двух местах (под икрой и под коленом); отсутствовала пятка и повреждена часть левой ягодицы; сломан указательный палец правой руки; левая рука была сломана на несколько частей. В спешке эти обломки были заменены и посредственно отремонтированы гипсом[181].
39. ↑  В журнале Patrimoine restauré указана стоимость работ 46 895 евро[187].
40. ↑  Этот вопрос решён авторами XVIII века, которые могли видеть статую в её первоначальном виде, и они сообщали про сердце в руке скелета[189][191].
41. ↑  Daniel Russell. Emblematic Structures in Renaissance French Culture, University of Toronto Press, 1995.
42. ↑  лат. Scio enim quod redemptor meus vivit et in novissimo diedeterra surrecturus sum et rursum circūdabor pelle mea et incarne mea videbo deū salvaorem meum.
43. ↑  лат. Ecce finis hominis comparatus sum luto et assimilatus sum faville et cineri.
44. ↑  Фреше передаёт, что с тем же успехом мы могли бы вспомнить строки Иез. 37:5, 6[37].
45. ↑  Синодальный перевод: «Явил силу мышцы Своей». Эмблему «вооружённая рука» можно увидеть на мебели из дома герцогов Лотарингии[213].
46. ↑  фр. Ainsi, Ligier Richier a fait la carcasse vidée, partiellement revêtue de peau, d’un homme (le plus bel animal de la création) nu (la réussite du nu est un gage de virtuosité artistique).
47. ↑  Подобно фи́говому листку[37].
48. ↑  Установлен в коммуне Шатанкур[фр.] в память о погибших в Первой мировой войне. Скульптор Жак-Фроман-Мерис[223]
49. ↑  По замечанию Мишель Больё.
50. ↑  Ныне Музей французских памятников во Дворце Шайо[135].
51. ↑  Изготовителем копии называют скульптора Эдуарда Понсине[21] или Франсуа Помпона[228].
52. ↑  Искусствовед Нина Лившиц, наоборот, указывает, что изображение выполнено с «трезвой деловитостью»[142].
53. ↑  фр. Epitaphe du cœur de René de Chalon, Prince d'Oranges. Эпитафия написана стихотворным размером дизайн[фр.], модным во французской поэзии XV—XVI веков.
54. ↑  Сердце погибшего князя Оранжского было похоронено в церкви св. Максима, там же, где в августе 1540 года состоялась свадьба между ним и Анной➤. По мнению исследователя Люсьена Брея[167], эти стихи исключают версию об анонимном и коллективном захоронении сердца Рене де Шалона в церкви св. Максима, тем самым опровергая гипотезу историка Поля Дени[256].
55. ↑  фр. Dessus je désire que l'on mette la statue de Ligier Richer, une des plus belles œuvres du génie français, qui exprime toute la spiritualité de la mort, toute la beauté de l'effort humain. Elle est déjà sublime à la place qu'elle occupe sur le tombeau de René de Chalons, Mais dehors, sous l'azur qu'elle visera plus droit, son allégorie paraîtra singulièrement accrue. Et je suis certain qu'elle mettra plus directement le ciel en relation avec la tombe[182].
56. ↑  Входит в сборник стихов «Нож в сердце» (1941).
57. ↑  англ. My flesh was its own shield: / Where it was gashed, it healed. /… Stopped upright where I am / Hugging my body to me / As if to shield it from / The pains that will go through me[267].
58. ↑  фр. L’écorché, c’est le passage entre l’homme et le squelette, c’est la mort dans une certaine légèreté.

### На русском языке
- Бойцов М. А. Величие и смирение. Очерки политического символизма в средневековой Европе / под ред. И. Н. Данилевского. — М.: РОССПЭН, 2009. — С. 365. — ISBN 978-5-8243-1200-3.
- Волкова Е. Б. Анатомический анализ экорше Гудона // Рабочие программы дисциплин. Монументально-декоративное искусство : сборник  / проректор Ж. Ю. Койтова. — СПб.: Stieglitz Academy, 2022. — С. 455. Архивировано 23 июня 2023 года.
- Всемирная история. Энциклопедия : в 14 томах / Научно-редакционный совет: председатель Чубарьян Александр. — М.: ОЛМА Медиа Групп, 2006. — Т. 8: Ол—Пи. — С. 37. — ISBN 9785373006651. Архивировано 4 мая 2023 года.
- Делюмо, Жан. Глава III: Двойственность макабра // Грех и страх: Формирование чувства вины в цивилизации Запада (XIII—XVIII века) = Le péché et la peur: La culpabilisation en Occident (XIIIe—XVIIIe siècles) / Пер. с фр. И. Б. Иткина, Е. Э. Ляминой, Е. И. Лебедевой, А. Г. Пазельской под ред. Д. Э. Харитоновича. — Екатеринбург: Изд-во Урал. ун-та, 2003. — С. 120—121. — (Другая история). — ISBN 5-7584-0121-8.
- История искусства зарубежных стран / под ред. М. В. Доброклонского; Институт живописи, скульптуры и архитектуры им. И. Е. Репина. — М.: Изд-во Академии художеств СССР, 1963. — Т. 2. — С. 327.
- Кузьмина М. Т. (изобразительное искусство), Венедиктов А. И. (архитектура). Искусство Франции // Всеобщая история искусств : в 6 томах / Под общ. ред. Ю. Д. Колпинского и Е. И. Ротенберга; Академия художеств СССР. Институт теории и истории изобразительных искусств. — М.: Искусство, 1962. — Т. 3: Искусство эпохи Возрождения. — С. 440.
- Лившиц Н. А. Французское искусство XV—XVIII веков. Очерки / под ред. Н. Н. Лемана. — Л.: Советский художник, 1967. — С. 43—45.
- Мириманов В. Б. Четвертый всадник Апокалипсиса. Эстетика смерти. Смерть/Вечность в ритуальном искусстве от палеолита до Возрождения. — М.: РГГУ, ИВГИ, 2002. — 136 с. — (Чтения по истории и теории культуры. Вып. 32). — ISBN 5-7281-0520-3. Архивировано 16 мая 2023 года.
- Петрусевич Н. Б. Искусство Франции XV—XVI веков. Очерки истории и теории изобразительных искусств / под ред. М. Дмитриенко. — Л.: Искусство, 1973. — С. 195—197.
- Хёйзинга Йохан. Глава XI. Образ смерти // Осень Средневековья = Herfsttij der Middeleeuwen / Сост., предисл. и пер. с нид. Д. В. Сильвестрова; коммент., указатели Д. Э. Харитоновича. — СПб.: Изд-во Ивана Лимбаха, 2011. — С. 233—255. — ISBN 978-5-89059-166-1.

### На французском языке
- Aimond Charles-Eugéne (Chanoine). L'Église Saint-Étienne de Bar-le-Duc (фр.) // Mémoires de la Société des lettres, sciences et arts de Bar-le-Duc : сборник. — Bar-le-Duc: Contant-Laguerre, 1911. — Vol. IX, no IV. — P. 161—308. Архивировано 3 ноября 2018 года.
- Barbier Muriel, Pénet Pierre-Hippolyte. Le lit du duc Antoine de Lorraine et de la duchesse Renée de Bourbon: une nouvelle vie grâce au numérique (фр.) // In Situ [En ligne]. — Paris: Ministère de la Culture, 2019. — 15 septembre (no 40). — ISSN 1630-7305. — doi:10.4000/insitu.24089. Архивировано 13 ноября 2022 года.
- Bataille Henry. L'Ex-voto / A propos de la mutilation du sépulcre de Ligier Richier // La Divine Tragédie: Poème (фр.) / Eugene Fasquelle, Editeur. — Paris, 1916. — P. 335—341.
- Beaujeu Claude-Marie. L'alexandrin dans Le Crève-coeur d'Aragon. Etude de rythme (фр.). — Paris: Presses De L Université De Paris-sorbonne, 1993. — ISBN 978-2-84050-012-4.
- Beaulieu Michèle. Ligier Richier, vers 1500—1567, chronologie et attributions (фр.) // Bulletin de la Société Nationale des Antiquaires de France. — 1987. — P. 129—132. — doi:10.3406/bsnaf.1989.9296. Архивировано 2 октября 2022 года.
- Bellot-Herment François Alexis Théodore. Historique de la ville de Bar-le-Duc (фр.). — chez tous les libraires, 1863. — P. 344.
- Bertholet Denis. Chapitre 7 — Floraison (1894—1897) // Paul Valéry (фр.). — Plon, 1995. — P. 103—122. — ISBN 978-2-259-18306-2.
- Boisseau Jean. Promptuaire armorial, traitant du blason, des mots et termes usités en ce noble art,… (фр.) — Paris, 1657.
- Bonnet Jules. Un grand artiste protestant en Lorraine (фр.) // Société de l'histoire du protestantisme français Bulletin historique et littéraire. — Paris: Agence centrale de la Société, 1883. — Vol. XXXII. — P. 173—181. Архивировано 9 мая 2008 года.
- Boutou Bernard, Regond Julie. Lorraine Bar-Le-Duc Église Saint-Étienne Transi de Ligier Richier (фр.) // Daniel Barroy Patrimoine restauré : журнал  / под ред. Marie-Agnès Sonrier. — Jarville-la-Malgrange: Imprimerie Vagner, 2004. — 6 septembre (no 4). — ISSN 1621-420X. Архивировано 17 июня 2015 года.
- Braye Lucien. À propos du Mausolée du Coeur, dit le Squelette, chef-d'œuvre de Ligier Richier (фр.) // Bulletin archéologique du Comité des travaux historiques et scientifiques / Comité des travaux historiques et scientifiques. — Paris, 1942. — P. 575—582. Архивировано 25 октября 2022 года.
- Braye Lucien. René de Chalon et le Mausolée du Cœur. Essai historique sur le «Squelette», chef-d’œuvre de Ligier Richier (фр.) // Mémoires de la Société des Lettres, Sciences et Arts de Bar-le-Duc : журнал. — Bar-le-Duc, 1923. — Vol. 44, livr. 5, no 4. — P. 283—315. Архивировано 3 ноября 2018 года.
- Calmet Augustin. Histoire ecclésiastique et civile de Lorraine… (фр.) — Nancy: Jean-Baptiste Cusson, 1728. — Vol. 1. — Col. 1017 Архивировано 10 мая 2023 года.
- Calmet Augustin. Richier (Ligier) Sculpteur // Bibliotheque Lorraine, ou Histoire des hommes illustres (фр.). — Nancy: A. Leseure, 1751. — P. 823—826.
- Cassirame Brigitte. Les visages de la mélancolie: Le Guépard de Tomasi di Lampedusa adapté par Luchino Visconti (фр.). — Publibook, 2008. — Vol. 2. — P. 50—52. — ISBN 978-2748342123. Архивировано 26 мая 2023 года.
- Choné Paulette. Ligier Richier: la fortune littéraire (фр.) // Musée d'art sacré. — Saint-Mihiel, 2017. Архивировано 10 апреля 2022 года.
- Choné Paulette. Pardurable, peu durable: les emblèmes de langue française devant la mort (фр.) // Emblems of Death in the Early Modern Period  / Monica Calabritto, Peter M. Daly. — Genève: Droz, 2014. — P. 97—127.
- Courajod Louis. Leçons professées à l'École du Louvre (1887—1896) (фр.) / Lemonnier Henry, Michel André. — Paris: Alphonse Picard et Fils, 1903. — Vol. III Origines de l'art moderne. Архивировано 12 марта 2009 года.
- Cournault Charles. Ligier Richier: statuaire Lorrain du XVIe siècle (фр.). — Paris: Librairie de l'art, 1887. — P. 28—29. Архивировано 31 июля 2015 года.
- Denis Paul. Ligier Richier. l'Artiste et son œuvre (фр.). — Paris, Nancy: Berger-Levrault, Libraires-Éditeurs, 1911. Архивировано 4 сентября 2008 года.
- Durival Nicolas-Luton. Bailliage de Bar // Memoire sur la Lorraine et le Barrois, suivi de la table alphabetique et topographique des lieux (фр.). — Nancy: Henry Thomas, 1753. — P. 244—268.
- Fourot Auguste. Le siége de Saint-Dizier (фр.) // Mémoires de la Société des lettres, sciences et arts de Bar-le-Duc : журнал. — Bar-le-Duc: Contant-Laguerre, 1876. — P. 126—142. Архивировано 2 апреля 2016 года.
- Fréchet Georges. Bar-le-Duc, Église Saint-Étienne (фр.) // Société française d'archéologie / Congrès archéologique de France 149e session : сборник. — Derache (Paris), A. Hardel (Caen), 1991. — P. 33—47. Архивировано 20 сентября 2022 года.
- Gallé Emile. L'Art expressif et la statue de Claude Gelée par M. Rodin // Écrits pour l'art: floriculture — art décoratif, notices d'exposition (1884—1889) (фр.). — Paris: Renouard, 1908. — P. 134—147.
- Gillet Louis. Histoire de la nation française (фр.). — Paris: Société de l'histoire nationale, Plon, 1922. — Vol. XI Histoire des arts.
- Girault de Saint-Fargeau Eusèbe. Guide pittoresque du voyageur en France (фр.). — Paris: F. Didot frères, 1838.
- Gonse Louis. Chapitre III. Apogée de la Renaissance. — Les grands artistes du règne de Henri II. — Pierre bontemps, Jean Goujon, Gean Pilon // La sculpture Française depuis le XIVe siècle (фр.). — Paris: Librairies-imprimeries réunies, 1895. — P. 93—140. Архивировано 19 мая 2023 года.
- Grimaud François-Xavier. Transi de fascination pour le «Squelette» (фр.) // L'Est Républicain. — Nancy, 2017. — 5 août. — ISSN 1760-4958. Архивировано 20 сентября 2022 года.
- Guillemin Paul. Saint-Dizier, d'après les registres de l'échevinage, 1573—1789 (фр.) // Mémoires de la Société des lettres, des sciences, des arts, de l'agriculture et de l'industrie de Saint-Dizier : журнал. — Saint-Dizier: Henriot et Godard, 1892. — Vol. VI. — P. 126. Архивировано 2 ноября 2022 года.
- Jover Manuel. Le Transi et La Pietà (фр.) // L’Œil : журнал. — Paris, 2000. — 1 octobre (no 520). — P. 50—53. — ISSN 0029-862X. Архивировано 8 ноября 2022 года.
- L'Est Républicain. Le Transi du futur au Musée barrois de Bar-le-Duc (фр.) // L'Est Républicain : журнал. — Nancy, 2018. — 13 octobre. — ISSN 1760-4958. Архивировано 19 сентября 2022 года.
- La Pise Joseph de. Tableau de l'histoire des princes et principauté d'Orange… (фр.) — La Haye: De l'Imprimerie de Theodore Maire, 1639. Архивировано 1 марта 2019 года.
- Le Républicain Lorrain. Ligier Richier sur la voie de la renaissance (фр.) : журнал. — Woippy, 2012. — ISSN 2262-4856. Архивировано 11 ноября 2022 года.
- La ronde macabre. Un squelette cherche un wagon (фр.) // Le Matin : газета. — Paris, 1920. — 23 janvier (livr. 37, no 13093). — P. 1. Архивировано 12 июня 2023 года.
- Lepage Auguste. Ligier Richier (фр.). — Paris: Académie des bibliophiles, 1868. — P. 24.
- Maillet Claude de. Essai chronologique sur l'histoire du Barrois (фр.). — Paris: Cl. Hérissant, 1757.
- Maillet Claude de. Mémoires alphabétiques pour servir à l'histoire, au Pouillié et à la description générale du Barrois… (фр.) — Bar-le-Duc: chez R. Briflot, 1749. — P. 38.
- Maingon Claire. Le musée invisible: Le Louvre et la Grande Guerre (1914—1921) (фр.). — PU Rouen, 2016. — P. 60—61. — ISBN 979-1024005959. Архивировано 7 июня 2023 года.
- Masures Louis Des. Oeuvres poétiques de Louis Des Masures Tournisien (фр.). — Lion: Jean de Tournes, 1557.
- Maurice Jean-Baptiste. Le blason des armoiries de tous les chevaliers de l'Ordre de la toison d'or depuis la première institution jusques à present (фр.) / Jean Rammazeyn. — 1667.
- Méraud Marion, Nicollet Maryline, Penet Pierre-Hippolyte. La route de Ligier Richier: Pérégrination à la rencontre d’un sculpteur de la Renaissance (фр.). — изд. 2-е доп. — Bar-le-Duc: Comité Départemental du Tourisme de la Meuse, 2017. — P. 4. Архивировано 10 апреля 2022 года.
- Noël Bernard, Choné Paulette, Tartarin Jean-Luc. Ligier Richier (фр.). — Thionville: Conseil général de la Meuse, 2000. — ISBN 978-2912645203.
- Percheron Bénédicte. De cire, de papier ou de plastique: histoire, représentations et utilisations des modèles anatomiques du cœur (фр.) // Modern French identities. — 2013. — Vol. 107. — P. 17—31. Архивировано 20 сентября 2022 года.
- Pfister Christian. Chapitre XIX: Le tombeau de Philippe de Gueldre, par Ligier Richier // Histoire de Nancy. Tome 1 (фр.). — Paris: Berger-Levrault, 1902. — P. 635.
- Pierrot Alfred. L’arrondissement de Montmédy sous la Révolution (фр.) // Mémoires de la Société des Lettres, Sciences et Arts de Bar-le-Duc : журнал. — Bar-le-Duc: Contant-Laguerre, 1904. — Vol. 3, livr. 3, no 4. — P. 15—207. Архивировано 20 сентября 2022 года.
- Piganiol de La Force Jean-Aymar. Nouvelle description de la France… (фр.) — Paris: Théodore Legras, 1754. — Vol. 13. — P. 558.
- Plan P.-P. Les Journaux (фр.) // Vallette Alfred Mercure de France: série moderne : журнал. — Paris, 1933. — 1 mars (vol. CCXLII (livr. 833, no 44). — P. 435—441. Архивировано 6 ноября 2022 года.
- Reiffenberg Frédéric Auguste Ferdinand Thomas de. Histoire de l'ordre de la Toison d'or (фр.). — Bruxelles: Fonderie et Imprimerie normales, 1830. — P. 394.
- Renard Gabriel (Abbé). Le Château de Bar autrefois et aujourd'hui (фр.). — Bar-le-Duc: Contant-Laguerre, 1896.
- Richier (Ligier) // La grande encyclopédie: inventaire raisonné des sciences, des lettres et des arts. (фр.) / Secrétaire général: André Berthelot. — Paris: H. Lamirault, 1902. — Vol. 28 (Rabbinisme — Saas). — P. 654. Архивировано 4 апреля 2012 года.
- Salet Francis. Le «squelette» de Ligier Richier (фр.) // Bulletin Monumental : журнал. — Paris: Societe Francaise d'Archeologie, 1943. — Vol. 102, no 2. — P. 269. — ISSN 0007-473X.
- Société d'histoire de la Lorraine et du Musée lorrain. Meuse / Bar-le-Duc (фр.) // Le Pays Lorrain: revue régionale bi-mensuelle illustrée : журнал. — Nancy: Berger-Levrault, 2000. — 1 décembre. — ISSN 0031-3394. Архивировано 25 октября 2022 года.
- Société des lettres, sciences et arts de Bar-le-Duc. Bulletin mensuel des Sociétés des lettres, sciences et arts de Bar-le-Duc et Commercy (фр.). — Bar-le-Duc, 1938. — Vol. 8, 9. — P. 157.
- Souhaut Charles (Chanoine). Les Richier et leurs oeuvres (фр.). — Bar-le-Duc: Contant-Laguerre, 1883.
- Troadec Michel. Mylène Farmer: «La scène c'est la création ultime» (фр.) // Ouest-France : журнал. — 2013. — 27 septembre. Архивировано 19 июня 2019 года.
- Utzinger Hélène et Bertrand. Itinéraires des Danses macabres (фр.). — J. M. Garnier, 1996. — ISBN 978-2908974140.

### На английском языке
- Ariès Philippe. Western Attitudes toward Death: From the Middle Ages to the Present = Essais sur l'histoire de la mort en Occident: Du Moyen Âge à nos jours (англ.) / Пер. с фр. Patricia Ranum. — Sixth Printing edition. — Baltimore: JHU Press, 1975. — Vol. 3. — (The Johns Hopkins Symposia in Comparative History). — ISBN 978-0801817625.
- Bass Marisa Anne. The Transi Tomb and the «Genius» of Sixteenth-Century Netherlandish Funerary Sculpture (англ.) // Nederlands Kunsthistorisch Jaarboek : ежегодник. — 2017. — Vol. 67. — P. 160—187. — ISSN 01696726.
- Biesbrouck Maurits, Steeno Omer. Andreas Vesalius's corpses (англ.) // Acta Medico Historica Adriatica : журнал. — Rijeka: Croatian Scientific Society for the History of Health Culture, 2014. — 15 June (vol. 12, no. 1). — P. 9—26. — ISSN 1334-4366. Архивировано 23 ноября 2022 года.
- Blomfield Reginald. French sculptors in the sixteenth century // A history of French architecture, from the reign of Charles VIII till the death of Mazarin (англ.). — London: C. Bell and sons. Ltd., 1911. — Vol. 1. — P. 138. Архивировано 9 мая 2023 года.
- Cohen Kathleen Rogers. The Changing Meaning of the Transi Tomb in Fifteenth and Sixteenth Century Europe (англ.). — Berkeley: University of California — Faculty Publications, 1969. Архивировано 7 мая 2018 года.
- Claudel Philippe. Chapter XXIII // The Tree of the Toraja = L'abre du pays Toraja (англ.) / Пер. с фр. Euan Cameron. — Hachette UK, 2018. — ISBN 978-0-85705-699-3.
- Cushing Harvey. Chapter VII: The Chine-Root epistle and the aftermath of the Fabrica // A bio-bibliography of Andreas Vesalius (англ.) / Fulton John Farquhar. — New York: Schuman's, 1943. — P. 154—170.
- Day Susanne R. Chapter IV: À travers Bar-le-Duc // Round about Bar-le-Duc (англ.). — London: Skeffington & Son, 1918. — P. 47—49. Архивировано 8 июня 2023 года.
- Đorđević Jakov. Made in the skull's likeness: of transi tombs, identity and memento mori (англ.) // Journal of Art Historiography : журнал. — Birmingham: Department of Art History, University of Birmingham, 2017. — December (no. 17). — ISSN 2042-4752. Архивировано 30 сентября 2022 года.
- Gosse Edmund. The Secret of Narcisse: A Romance (англ.). — Tait, Sons and Company, 1892. — P. 32—34. Архивировано 11 мая 2023 года.
- Manca Joseph, Bade Patrick, Costello Sarah, Charles Victoria. 30 Millennia of Sculpture (англ.). — New York: Parkstone International, 2016. — P. 513. — ISBN 978-1-68325-362-4.
- Melville Gert, Ruta Carlos. Thinking the body as a basis, provocation and burden of life: Studies in intercultural and historical contexts (англ.). — Berlin, Boston: De Gruyter Oldenbourg, 2015. — ISBN 978-3110407310.
- Modi Chintan Girish. Thom Gunn's The Man with Night Sweats makes space for vulnerability while discussing love, grief ⁠— and loss (англ.) // Firstpost : журнал. — 2019. — 27 December. Архивировано 28 октября 2022 года.
- O'Malley Charles Donald. Imperial service, 1543—1546. Letter on the chine root // Andreas Vesalius of Brussels, 1514—1564 (англ.). — Berkeley and Los Angeles: University of California Press, 1964. — Vol. 10. — P. 187—224. Архивировано 23 ноября 2022 года.
- Posèq Avigdor W. G. Tumarkin and the feminine archetype // Psychoanalytic Perspectives on Art (англ.) / Edited by Mary Mathews Gedo. — Analytic Press, 1988. — Vol. 3. — P. 285—300. — ISBN 978-0-88163-078-7.
- Rowen Herbert. The Princes of Orange: The Stadholders in the Dutch Republic (англ.). — Cambridge: Cambridge University Press, 1990. — ISBN 978-0521396530.
- Zuffi Stefano. European Art of the Sixteenth Century = Il Cinquecento (англ.) / Пер. с итал. Antony Shugaar. — Los Angeles: Getty Publications, 2006. — P. 84, 343. — (Art through the centuries). — ISBN 978-0-89236-846-4. Архивировано 26 мая 2023 года.

### На нидерландском языке
- Glabbeek Francis van, Biesbrouck Maurits, Vons Jacqueline. 7. In dienst van Francesco d'Este // Myologie vóór Vesalius: Giovanni Battista Canani en zijn Musculorum Humani Corporis Picturata Dissectio (нид.). — Garant Uitgevers, 2023. — P. 33—35. — (Cahiers Geschiedenis van de Geneeskunde en Gezondheidszorg). — ISBN 978-9044138931. Архивировано 7 мая 2023 года.
- Japikse Nicolas. De vondsten in den grafkelder te Breda. Resultaten van het onderzoek van dr. Japikse (нид.) // Nieuwe Leidsche Courant : газета. — Leiden, 1938. — 31 maart (bd. 18, nr. 6357). — P. 3.
- Korteweg Anne. Anna van Lotharingen, vrouw van René van Chalon (1522—1568), een liefhebster van mooie boeken (нид.) // Jaarboek De Oranjeboom : ежегодник. — Breda, 2008. — Nr. 61. — P. 54—75. Архивировано 26 октября 2022 года.
- Mijnssen D. C. J. René van Chalon (нид.) // Jaarboek De Oranjeboom : ежегодник. — Breda, 1951. — Nr. 4. — P. 75—94. Архивировано 20 ноября 2022 года.
- Raak Cees van. Vorstelijk begraven en gedenken: funeraire geschiedenis van het huis Oranje-Nassau (нид.). — Thoth, 2003. — P. 13—14. — ISBN 978-9068683349.
- René van Chalon. Testamenten van René Prince van Orangen (нид.) // Testamenten en codicille van de Doorlugtige princen van Orangen, Philibert van Chalon, en René van Chalon, gemaakt, en door haar overlijden bekrachtigt, waar in ten vollen haar uytterste willen uytgedrukt zyn. — Hague: Gerrit Rammazeyn, 1702. — P. 14—20.

### На испанском языке
- González Zymla Herbert, Berzal Llorente Laura Ma. El transi tomb: Iconografía del yacente en proceso de decomposición (исп.). — Madrid: Universidad Complutense, Dpto. de Historia del Arte I (Medieval), 2015. Архивировано 22 апреля 2018 года.

### На венгерском языке
- Rácz István D. Elégiák az 1945 utáni angol költészetben (венг.) // Studia Litteraria : журнал. — Debrecen: Debreceni Egyetem sokszorosítóüzeme, 2017. — P. 91—104. — ISSN 0562-2867.

### На латинском языке
- Vesalius, Andreas. Epistola rationem modumque propinandi radicis Chynae decocti… pertractans: & praeter alia quaedam epistolae cujusdam ad Jakobum Syluium sententiam recensens… (лат.) — Basileae: Oporin, 1546. Архивировано 7 мая 2023 года.